# Liste der Biografien/Blo
Liste der Biografien |
Portal Biografien |
Personensuche
# |
A |
B |
C |
D |
E |
F |
G |
H |
I |
J |
K |
L |
M |
N |
O |
P |
Q |
R |
S |
T |
U |
V |
W |
X |
Y |
Z |
?
 
Ba |
Be |
Bd |
Bg |
Bh |
Bi |
Bj |
Bl |
Bm |
Bn |
Bo |
Br |
Bs |
Bu |
Bw |
By |
Bz
 
Bla |
Ble |
Bli |
Blj |
Blk |
Bll |
Blo |
Bls |
Blu |
Bly
Die Liste der Biografien führt alle Personen auf, die in der deutschsprachigen Wikipedia einen Artikel haben. Dieses ist eine Teilliste mit 900 Einträgen von Personen, deren Namen mit den Buchstaben „Blo“ beginnt.

## Blo
- Blo, Vincenzo (1888–1967), italienischer Turner

### Bloa
- Bloater, Big Boy, britischer Gitarrist und Hörfunkmoderator

### Blob
- Blöbaum, Bernd (* 1957), deutscher Kommunikations- und Medienwissenschaftler
- Blobel, Bernd (* 1947), deutscher Medizininformatiker und Hochschullehrer
- Blobel, Brigitte (1942–2024), deutsche Journalistin und Schriftstellerin
- Blobel, Gottfried (1758–1809), evangelisch-lutherischer Pfarrer in Königsbrück
- Blobel, Günter (1936–2018), US-amerikanischer Biomediziner deutscher Herkunft
- Blobel, Paul (1894–1951), deutscher SS-Offizier und EinsatzgruppenkommandeurPaul Blobel (1894–1951)

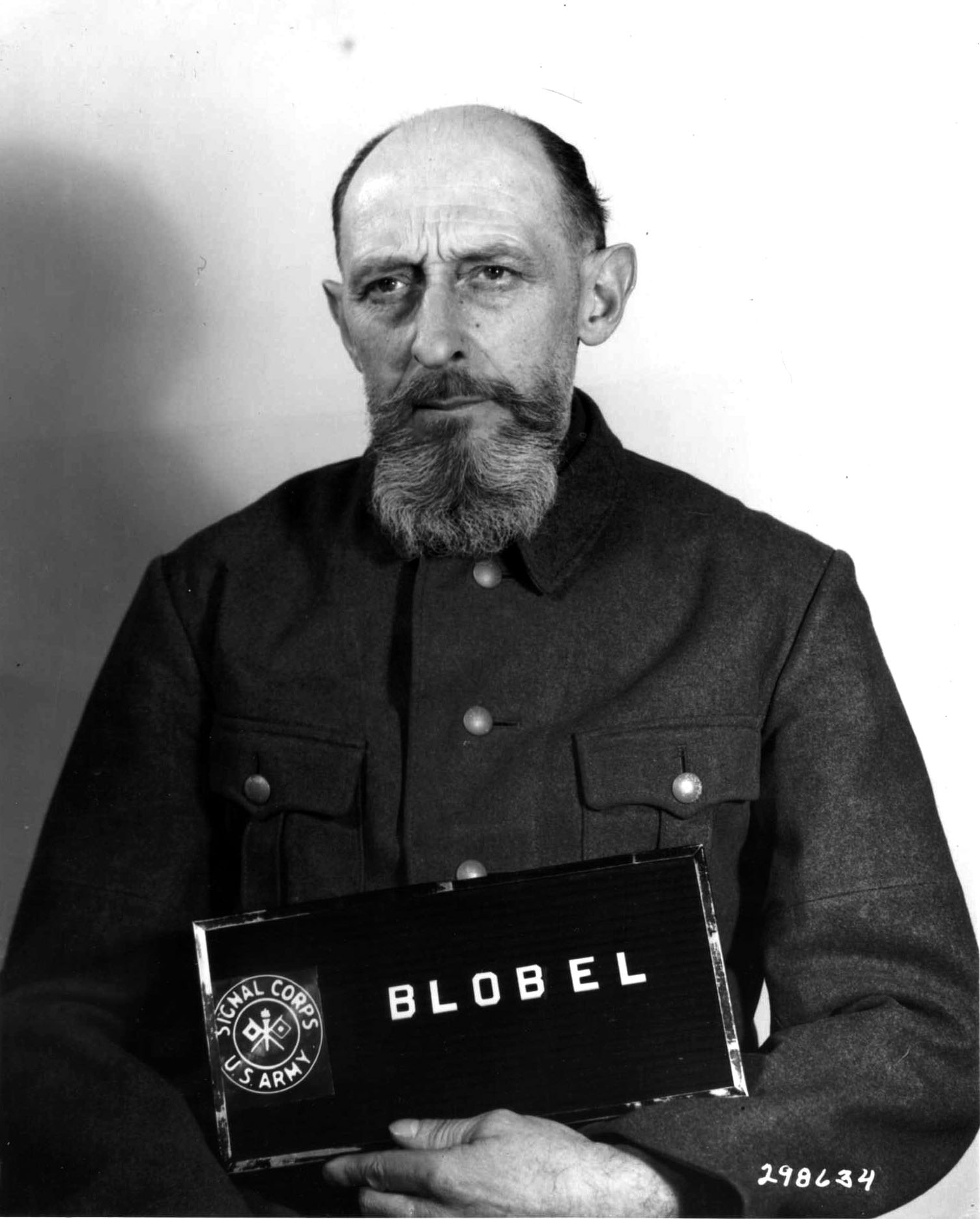
Paul Blobel (1894–1951)

- Blobel, Ulli (* 1950), deutscher Konzertveranstalter und Musikproduzent
- Blobelt, Jörg (* 1949), deutscher Architekt und Architektur- und Landschaftsfotograf
- Blobner, Heidi, deutsche Bahnradsportlerin (DDR)

### Bloc
- Bloc, André (1896–1966), französischer Architekt und Bildhauer

#### Blocb
- Blocboy JB (* 1996), US-amerikanischer Rapper und Songwriter

#### Bloch
- Bloch Danielsen, Dorete (1943–2015), dänische Zoologin
- Bloch, Albert (1882–1961), US-amerikanischer Maler, Schriftsteller und Übersetzer
- Bloch, Alexander (* 1972), deutscher Motorjournalist und ModeratorAlexander Bloch (* 1972)

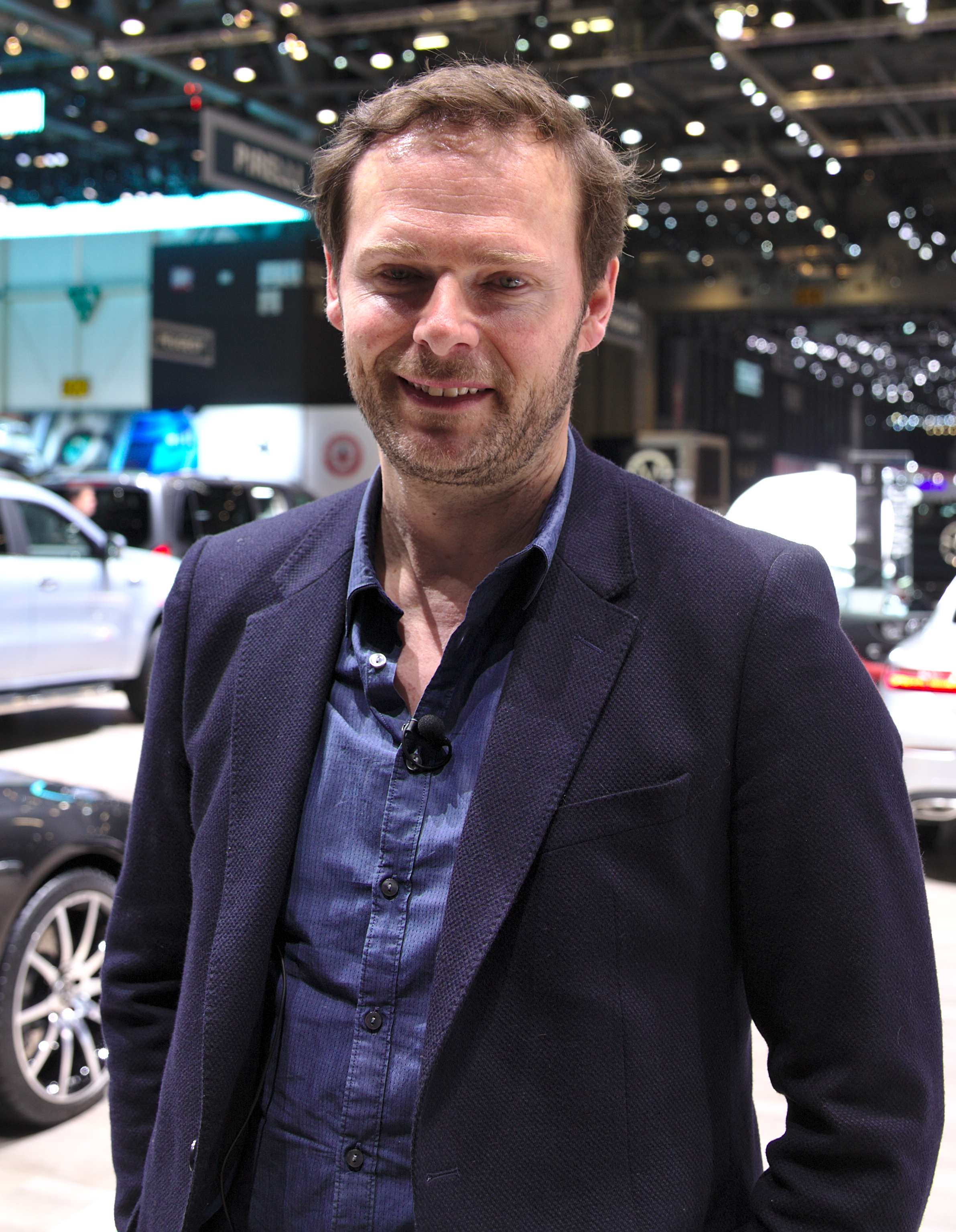
Alexander Bloch (* 1972)

- Bloch, Alexandre (1857–1919), französischer Maler
- Bloch, Alfred (* 1877), französischer Fußballspieler
- Bloch, Alfred (1915–1983), Schweizer Sprachwissenschaftler
- Bloch, Alfred M. (1904–1979), deutsch-britischer Ingenieur
- Bloch, Alice (1883–1971), schweizerisch-deutsch-jüdische Gymnastiklehrerin und Autorin
- Bloch, Ambrosius (1768–1838), Schweizer Benediktinermönch, Abt des Klosters Muri
- Bloch, André (1873–1960), französischer Komponist
- Bloch, André (1893–1948), französischer Mathematiker
- Bloch, Andreas (1860–1917), norwegischer Porträt-, Historien- und Landschaftsmaler sowie Illustrator der Düsseldorfer Schule
- Bloch, Andreas (* 1982), deutscher Basketballspieler
- Bloch, Andy (* 1969), US-amerikanischer Pokerspieler
- Bloch, Anna (1868–1953), dänische Schauspielerin
- Bloch, Annie (* 1994), deutsche Musikerin (Kirchenorgel, Gitarre, Keyboard, Gesang, Komposition)
- Bloch, Armand Isaac (1865–1952), deutsch-französischer Rabbiner und Autor
- Bloch, Arthur (1882–1942), Schweizer Mordopfer
- Bloch, Artur (* 1992), polnischer E-Sportler
- Bloch, August (1876–1949), deutscher Maler
- Bloch, August Friedrich († 1866), deutscher Kaufmann und Präsident der Preußischen Seehandlung
- Bloch, Augustyn (1929–2006), polnischer Komponist und Organist
- Bloch, Bernard (1907–1965), amerikanischer Sprachwissenschaftler
- Bloch, Boris (* 1951), russisch-ukrainischer Pianist und Dirigent
- Bloch, Bruno (1878–1933), Schweizer Dermatologe und Hochschullehrer
- Bloch, Camille (1891–1970), Schweizer Schokoladefabrikant
- Bloch, Carl (1834–1890), dänischer Maler
- Bloch, Chajim (1881–1973), chassidischer und kabbalistischer Rabbiner und Publizist
- Bloch, Charles (1921–1987), französischer Historiker
- Bloch, Claude (1923–1971), französischer theoretischer Physiker
- Bloch, Curt (1908–1975), deutscher Schriftsteller
- Bloch, Dalit (* 1959), israelisch-schweizerische Schauspielerin
- Bloch, David Ludwig (1910–2002), deutscher Maler
- Bloch, Denise (1916–1945), französische Agentin, Résistancekämpferin und NS-Opfer
- Bloch, Dora (1901–1976), britisch-israelisches Terrorismusopfer
- Bloch, Eduard (1831–1895), deutscher Verlagsbuchhändler
- Bloch, Eduard (1872–1945), österreichischer Mediziner, Hausarzt von Adolf Hitlers Eltern
- Bloch, Eleonora Abramowna (1881–1943), russisch-sowjetische Bildhauerin und Hochschullehrerin
- Bloch, Emmi (1887–1978), Schweizer Fachfrau der Sozialarbeit
- Bloch, Erich (1897–1994), deutscher Schriftsteller und Jurist
- Bloch, Erich (1925–2016), US-amerikanischer Computeringenieur
- Bloch, Ernest (1880–1959), schweizerisch-amerikanischer Komponist
- Bloch, Ernest (1921–1998), US-amerikanischer Ökonom
- Bloch, Ernst (1885–1977), deutscher PhilosophErnst Bloch (1885–1977)

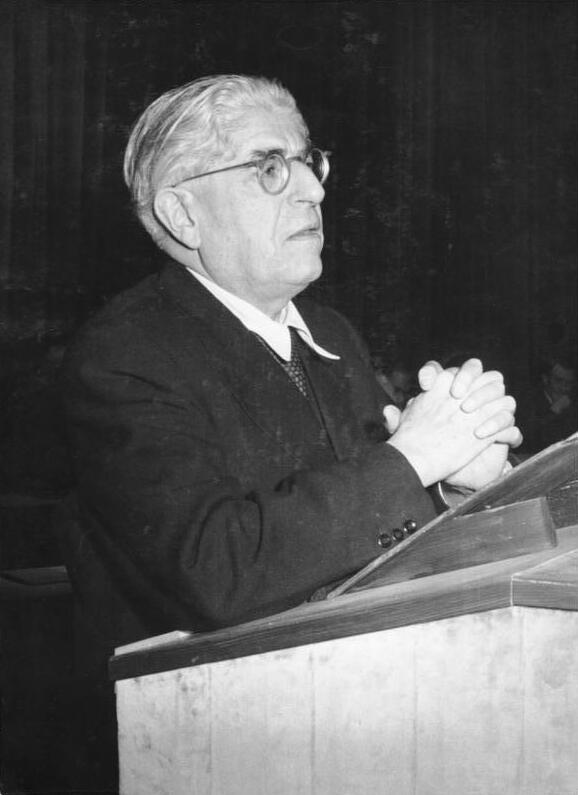
Ernst Bloch (1885–1977)

- Bloch, Ernst (1898–1945), deutscher Offizier
- Bloch, Eugène (1878–1944), französischer Physiker
- Bloch, Felix (1898–1944), österreichischer Kunstmaler, Zeichner und Werbegrafiker
- Bloch, Felix (1905–1983), österreichisch-schweizerisch-US-amerikanischer PhysikerFelix Bloch (1905–1983)

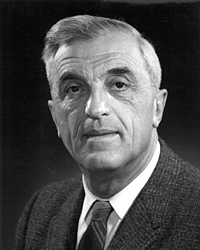
Felix Bloch (1905–1983)

- Bloch, Felix (* 1935), US-amerikanischer Diplomat
- Bloch, Friedel (1917–2010), deutscher Manager
- Bloch, Friedrich (1890–1942), deutscher Bergingenieur in Schlesien
- Bloch, Friedrich (1904–1996), deutscher Kommunalpolitiker und Oberbürgermeister der Stadt Gera (1945–1948)
- Bloch, Fritz (1903–1979), deutscher Rabbiner
- Bloch, Georges (1901–1984), Schweizer Unternehmer, Kunstsammler und Mäzen
- Bloch, Grete (1892–1944), deutsche Industrieangestellte und Freundin Franz Kafkas
- Bloch, Günther (* 1953), deutscher Kynologe und Autor
- Bloch, Hans (1881–1914), deutscher Kunstmaler und Kunsterzieher
- Bloch, Hans (* 1885), deutscher Kameramann
- Bloch, Hans-Jürgen (* 1936), deutscher Hörspielautor
- Bloch, Harriet (1881–1975), dänische Drehbuchautorin
- Bloch, Herbert (1911–2006), deutscher Althistoriker
- Bloch, Herman (1912–1990), US-amerikanischer Chemiker und Erfinder
- Bloch, Ignaz (1878–1942), deutscher Chemiker, Opfer des NS-Regimes
- Bloch, Immanuel (* 1972), deutscher Physiker
- Bloch, Issaschar-Beer († 1798), deutscher Rabbiner
- Bloch, Iwan (1872–1922), deutscher Arzt und SexualforscherIwan Bloch (1872–1922)

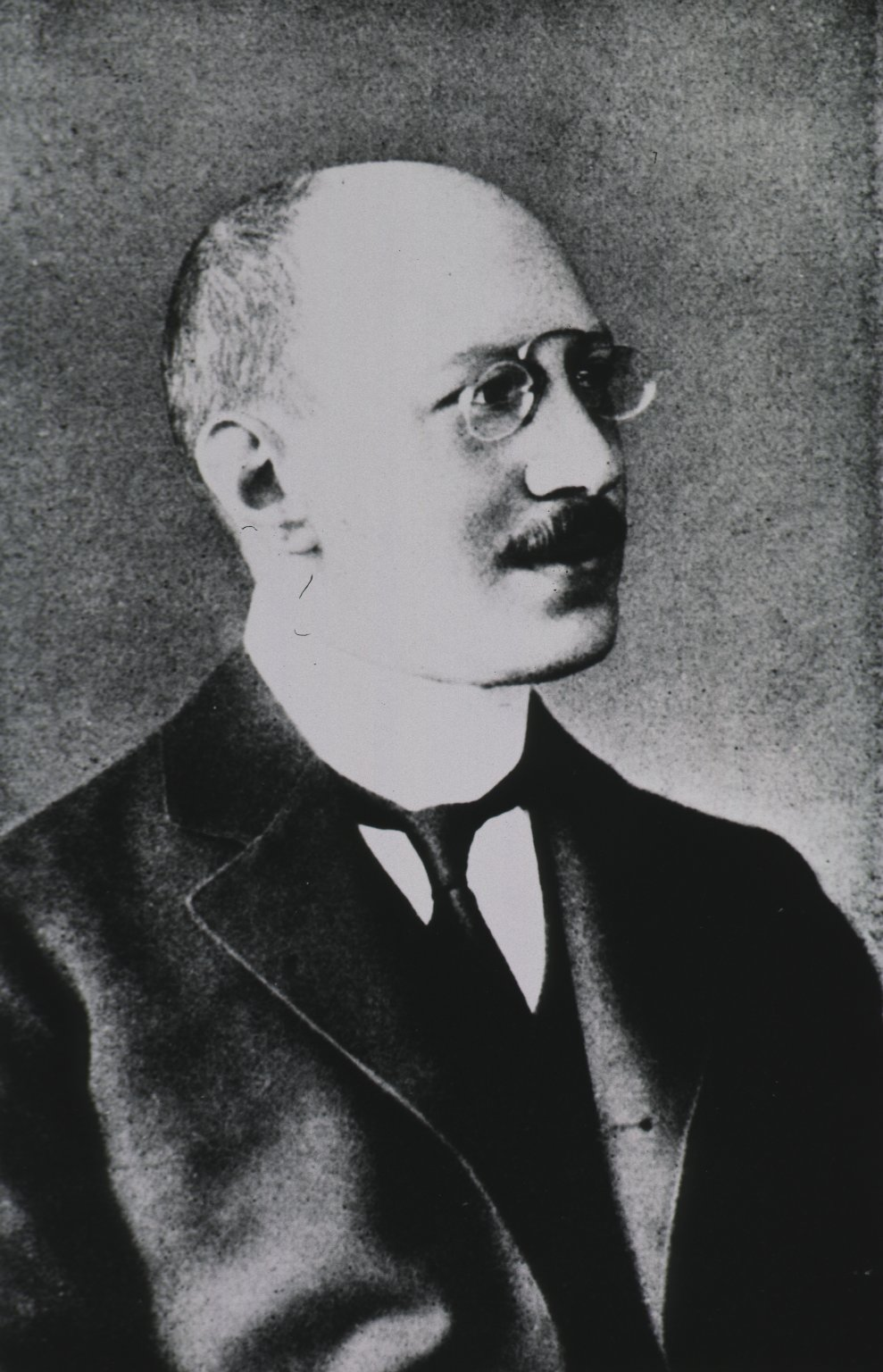
Iwan Bloch (1872–1922)

- Bloch, Jacqueline, französische Physikerin
- Bloch, Jan Robert (1937–2010), deutscher Naturwissenschaftler und Philosoph
- Bloch, Jean-Richard (1884–1947), französischer Schriftsteller und Kritiker
- Bloch, Joachim (* 1963), deutscher Politiker (zunächst SPD, heute AfD)
- Bloch, Joachim-Dieter (1906–1945), deutscher Jurist
- Bloch, Jochanan (1919–1979), deutsch-israelischer jüdischer Religionswissenschaftler
- Bloch, Johann von (1836–1902), polnischer Finanzier und Industrieller
- Bloch, Joseph (1871–1936), deutscher Herausgeber (SPD)
- Bloch, Joseph (1875–1970), französischer Rabbiner
- Bloch, Joseph Samuel (1850–1923), österreichischer Politiker
- Bloch, Joshua (* 1961), US-amerikanischer Softwareingenieur und Autor
- Bloch, Jules (1880–1953), französischer Indologe und Linguist
- Bloch, Julienne (1833–1868), französische Pädagogin und Journalistin
- Bloch, Karola (1905–1994), polnisch-deutsche Architektin und Autorin
- Bloch, Kläre (1908–1988), deutsche Taxifahrerin
- Bloch, Konrad (1912–2000), deutschamerikanischer Biochemiker und Nobelpreisträger
- Bloch, Kurt (1871–1915), deutscher Verwaltungsbeamter und Politiker, MdL
- Bloch, Kurt (1900–1976), deutsch-US-amerikanischer Ökonom und Wirtschaftsjournalist
- Bloch, Lars (1938–2022), dänischer Schauspieler
- Bloch, Laurence (* 1952), französische Journalistin und ehemalige Leiterin eines Radiosenders
- Bloch, Lena (* 1971), russische Jazzmusikerin
- Bloch, Leo (1864–1920), deutscher Altertumswissenschaftler
- Bloch, Lucienne (1909–1999), schweizerisch-amerikanische Malerin, Bildhauerin und Fotografin
- Bloch, Marc (1886–1944), französischer HistorikerMarc Bloch (1886–1944)

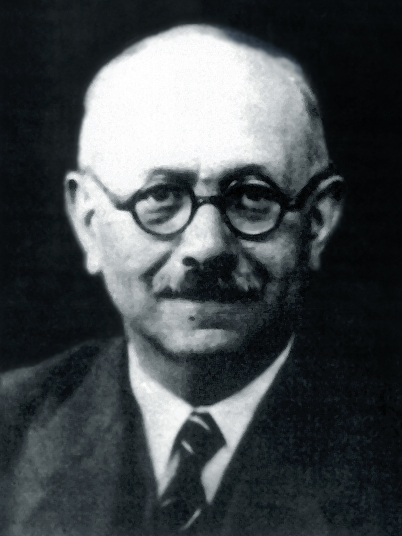
Marc Bloch (1886–1944)

- Bloch, Marcus Élieser (1723–1799), deutscher Ichthyologe
- Bloch, Marie (1871–1944), deutsche Pädagogin und Mitglied der bürgerlichen Frauenbewegung
- Bloch, Martin (1883–1954), deutscher, dann britischer, Maler und Grafiker
- Bloch, Maurice (* 1939), britischer Ethnologe französischer Herkunft
- Bloch, Max Abramowitsch (1882–1941), russischer Chemiehistoriker und Chemiker
- Bloch, Moritz (1815–1891), ungarischer Sprachforscher und Theologe
- Bloch, Moses (1804–1841), deutscher Rabbiner
- Bloch, Moses Löb (1815–1909), österreichisch-ungarischer Rabbiner
- Bloch, Noé (1875–1937), russischer Produzent beim deutschen und französischen Film
- Bloch, Norbert (1949–2013), deutscher Politiker (SPD), MdBB
- Bloch, Olga (1900–1945), deutsche Kunsthistorikerin
- Bloch, Oscar (1877–1937), französischer Romanist und Dialektologe
- Bloch, Oskar (1881–1937), deutscher Architekt Schweizer Staatsbürgerschaft
- Bloch, Otto (1885–1917), Schweizer Maschineningenieur und Elektrotechniker
- Bloch, Paul (* 1878), deutscher Rechtsanwalt
- Bloch, Peter (1900–1984), deutscher Politiker (CDU), MdV
- Bloch, Peter (1921–2008), deutsch-amerikanischer Journalist
- Bloch, Peter (1925–1994), deutscher Kunsthistoriker, Museumsdirektor und Hochschullehrer
- Bloch, Peter André (* 1936), Schweizer Germanist (Hochschul- und Gymnasiallehrer)
- Bloch, Philipp (1841–1923), deutscher Historiker und Reformrabbiner
- Bloch, Pierrette (1928–2017), Schweizer Malerin und Textilkünstlerin
- Bloch, Ray (1902–1982), US-amerikanischer Chor- und Orchesterleiter, Komponist, Pianist, Arrangeur
- Bloch, Raymond (1914–1997), französischer Etruskologe und Altphilologe
- Bloch, René (* 1937), Schweizer Psychiater und Psychotherapeut
- Bloch, René (* 1969), Schweizer Judaist und Altphilologe
- Bloch, Robert (1888–1984), französischer Autorennfahrer
- Bloch, Robert (1917–1994), US-amerikanischer AutorRobert Bloch (1917–1994)
- Bloch, Robert Josef (* 1888), deutscher Jurist

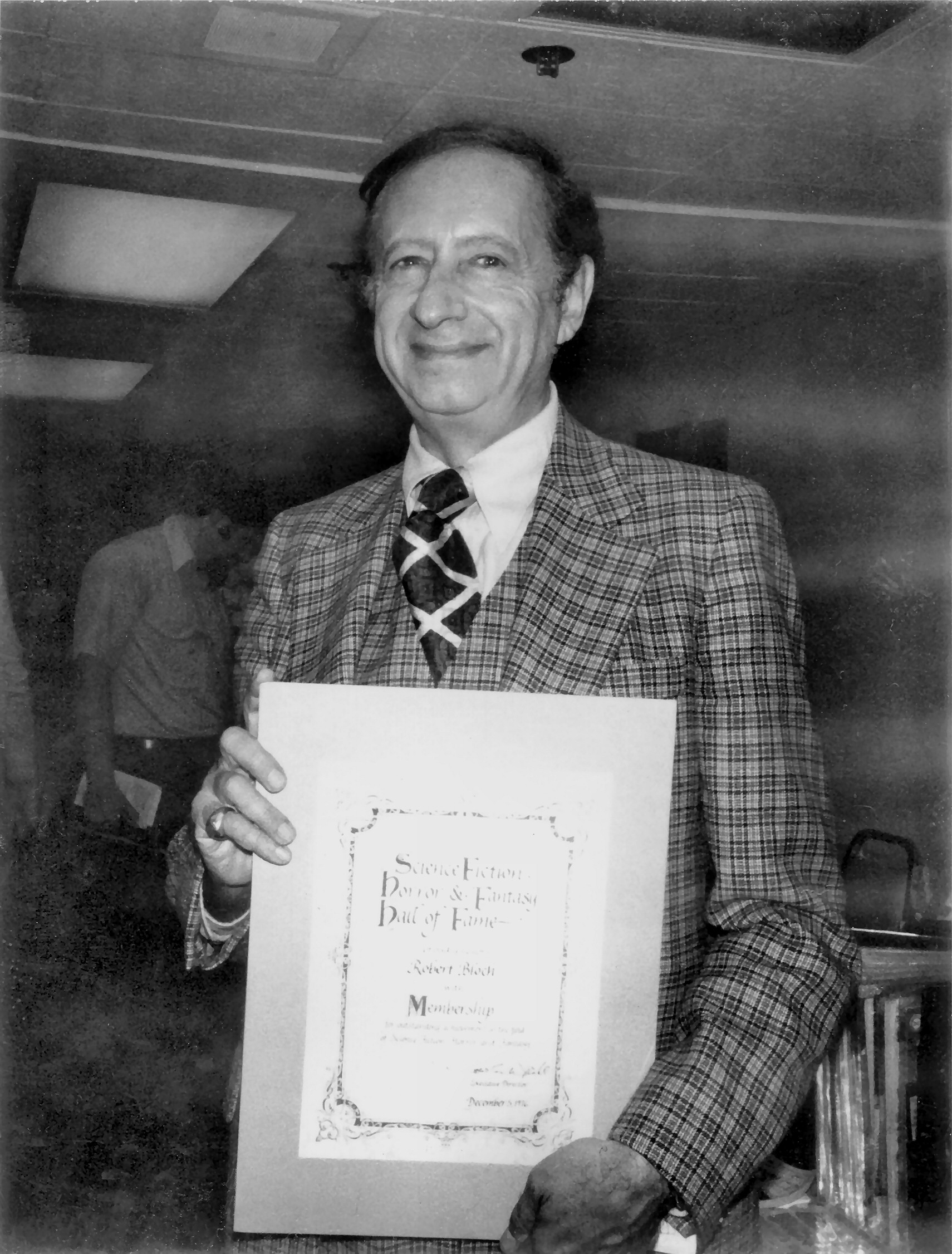
Robert Bloch (1917–1994)

- Bloch, Rolf (1930–2015), Schweizer Unternehmer und Präsident des Schweizerischen Israelitischen Gemeindebunds
- Bloch, Rosa (1880–1922), Frauenrechtlerin der Schweizer Arbeiterbewegung
- Blöch, Rupert (1929–2006), österreichischer Sprinter
- Bloch, Sabine (* 1966), deutsche Diplomatin
- Bloch, Spencer (* 1944), US-amerikanischer Mathematiker
- Bloch, Stella (1897–1999), US-amerikanische Journalistin, Autorin und Zeichnerin
- Bloch, Thomas (* 1962), französischer Musiker, Komponist und Musikproduzent
- Bloch, Uwe (* 1956), deutscher Fußballspieler
- Bloch, Waldemar (1906–1984), österreichischer Komponist, Pianist und Musikpädagoge
- Bloch, Walter (* 1943), Schweizer Philologe, Philosoph und Schriftsteller
- Bloch, Werner (1890–1973), deutscher Politiker (SPD), MdA
- Bloch, Wilhelm (* 1959), deutscher Sportmediziner, Hochschullehrer
- Bloch, Willy (* 1904), deutscher Kameramann
- Bloch-Bauer, Adele (1881–1925), österreichische Unternehmergattin und Modell für Gustav Klimt
- Bloch-Bauer, Ferdinand (1864–1945), österreichisch-tschechischer Zuckerfabrikant und Kunstliebhaber
- Bloch-Lainé, François (1912–2002), französischer Politiker
- Bloch-Sérazin, France (1913–1943), französische Widerstandskämpferin
- Blochberger, Franz (* 1942), österreichischer Politiker (ÖVP), Landtagsabgeordneter, Landesrat in Niederösterreich
- Blochberger, Ludwig (* 1982), deutscher Schauspieler und MusikerLudwig Blochberger (* 1982)

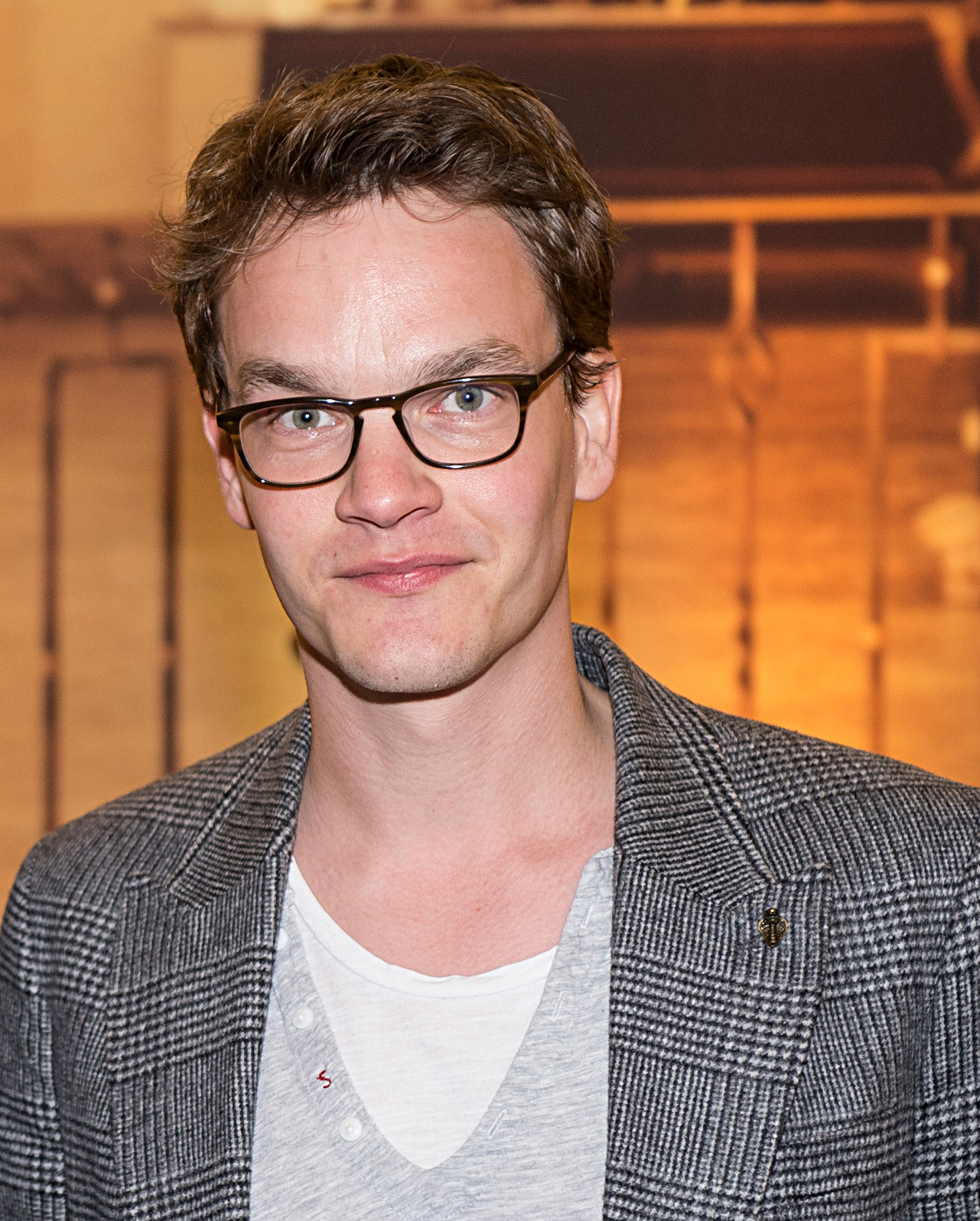
Ludwig Blochberger (* 1982)

- Blochberger, Lutz (* 1959), deutscher Schauspieler und Regisseur
- Bloche, Ivonne (* 1969), deutsche Medienmanagerin
- Bloche, Patrick (* 1956), französischer Politiker (Parti socialiste), Mitglied der Nationalversammlung
- Blochel, Dieter (1941–2018), deutscher Fußballtorwart
- Blocher, Christoph (* 1940), Schweizer Unternehmer und Politiker (SVP)Christoph Blocher (* 1940)

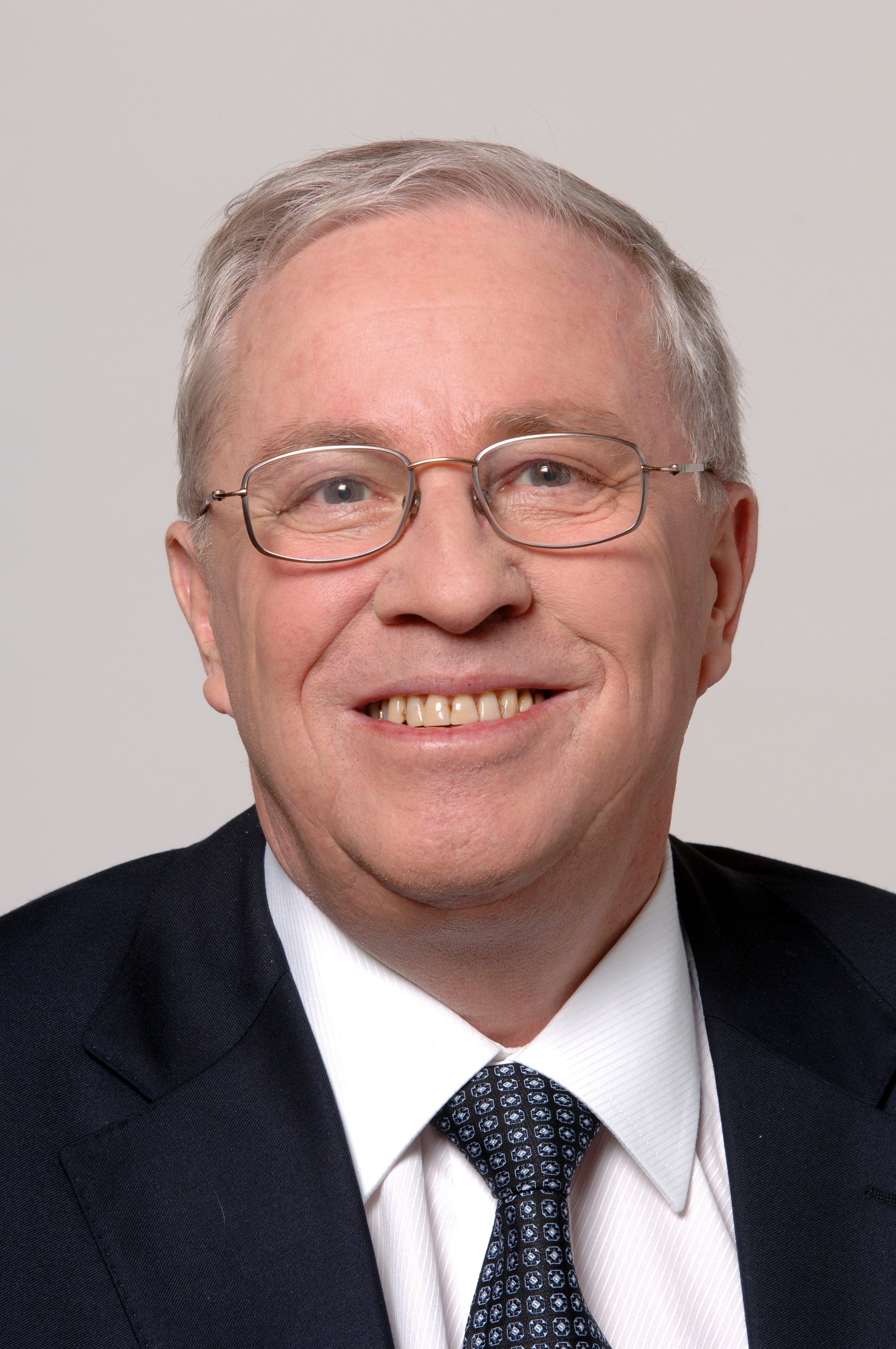
Christoph Blocher (* 1940)

- Blöcher, Detlef (* 1953), deutscher Physiker, langjähriger Direktor von DMG interpersonal
- Blocher, Eduard (1870–1942), Schweizer evangelischer Geistlicher und Sprachwissenschaftler
- Blöcher, Elsa (1900–1995), deutsche Lehrerin, Historikerin und Buchautorin
- Blocher, Eugen (1882–1964), Schweizer Jurist und Politiker (SP)
- Blocher, Felix (* 1956), schweizerischer Vorderasiatischer Archäologe
- Blocher, Hermann (1872–1942), Schweizer Politiker (SP)
- Blocher, Markus (* 1971), Schweizer Unternehmer
- Blocher, Sophie (1935–2002), Schweizer Pfarrerin und Sozialarbeiterin
- Blöcher, Stefan (* 1960), deutscher Hockeyspieler
- Blöcher, Ulrich (* 1973), deutscher Schauspieler und Sprecher
- Blocher, Walter, österreichischer Rechtswissenschaftler
- Blocherer, Karl (1889–1964), deutscher Maler und Kunstpädagoge
- Blochin, Jewgeni (* 1979), kasachischer Eishockeyspieler
- Blochin, Michail Arnoldowitsch (1908–1995), sowjetischer Physiker
- Blochin, Nikolai Nikolajewitsch (1912–1993), sowjetischer Facharzt für chirurgische Onkologie
- Blochin, Oleh (* 1952), sowjetischer Fußballspieler und ukrainischer FußballtrainerOleh Blochin (* 1952)

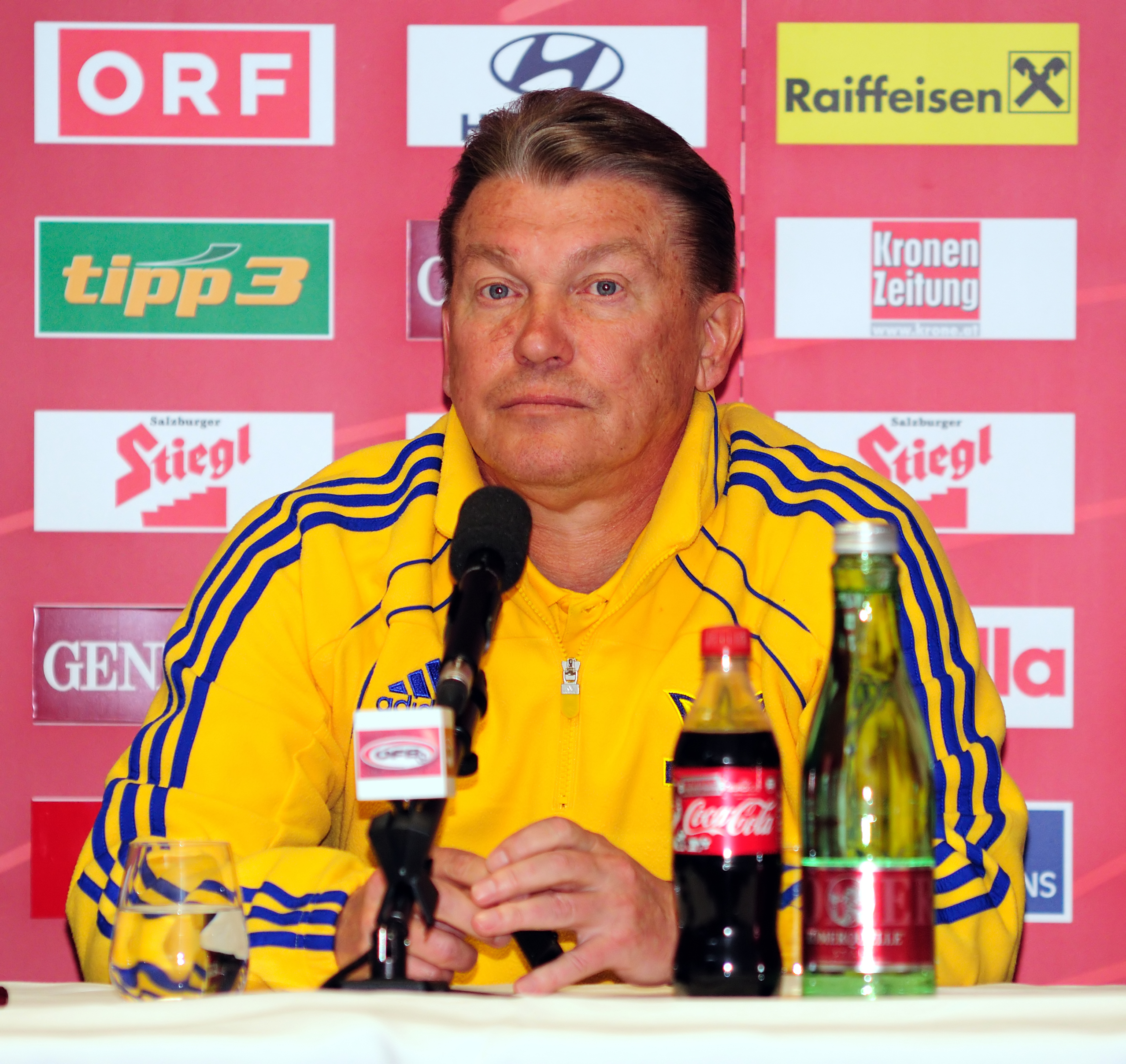
Oleh Blochin (* 1952)

- Blochin, Wassili Michailowitsch (1895–1955), sowjetischer NKWD-Offizier
- Blochina, Aljona Leonidowna (* 1993), russische Handballspielerin
- Blochina, Lidija Wassiljewna (* 1954), sowjetisch-russische Maschinenbauingenieurin und Frauenrechtlerin
- Bloching, Marc (* 1964), deutscher Mediziner und Hochschullehrer für Hals-Nasen-Ohrenheilkunde
- Bloching, Marie (* 1996), deutsche Film- und Theaterschauspielerin
- Bloching, Micha (* 1968), deutscher Rechtswissenschaftler und Hochschulprofessor
- Blöchinger, Matthäus (1520–1584), evangelischer Pfarrer, Mathematik- und Hebräischprofessor
- Blochinzew, Dmitri Iwanowitsch (1908–1979), sowjetischer Physiker
- Blöchl, Anke (* 1980), deutsche Eisschnellläuferin
- Blöchl, Bianca (* 1996), deutsche Fußballspielerin
- Blöchl, Franz (1845–1909), österreichischer Politiker
- Blöchl, Gerhard (* 1981), deutscher Freestyle-Skier, Unternehmer und Autor
- Blöchl, Johann (1895–1987), österreichischer Politiker (CSP, VF, ÖVP), oberösterreichischer Landtagsabgeordneter, Abgeordneter zum Nationalrat
- Blöchl, Josef (1938–2006), deutscher Politiker (CSU), MdL
- Blöchl, Udo (* 1946), deutscher Politiker (CDU), MdBB
- Blöchle, Hans (1879–1971), Architekt in Pforzheim
- Blöchliger, Jost (1934–1989), Schweizer Kunstmaler
- Blöchliger, Karl (1916–2008), Schweizer Medienmanager
- Blöchliger, Michèle (* 1967), Schweizer Politikerin (SVP) und Rechtsanwältin
- Blöchlinger, Denise (* 1995), Schweizer Grasskiläuferin
- Blöchlinger, Urs (1954–1995), Schweizer Jazzmusiker
- Blochmann, Elisabeth (1892–1972), deutsche Pädagogin und erste Professorin für Pädagogik an der Philipps-Universität MarburgElisabeth Blochmann (1892–1972)

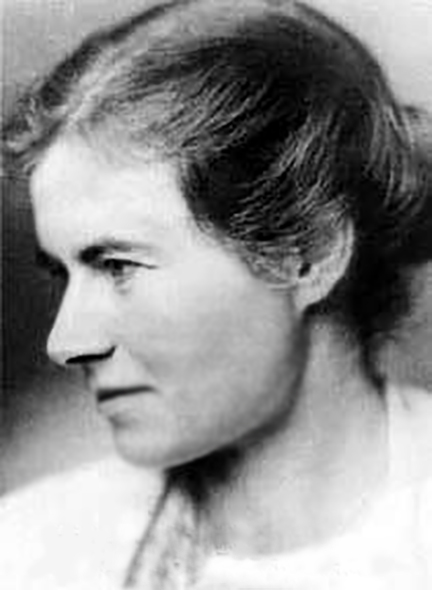
Elisabeth Blochmann (1892–1972)

- Blochmann, Ernst (1830–1890), deutscher Lehrer und Autor
- Blochmann, Ernst (1864–1937), sächsischer Generalmajor
- Blochmann, Friedrich (1858–1931), deutscher Zoologe
- Blochmann, Georg Moritz Sigismund (1820–1894), deutscher Unternehmer und Stadtgastechniker in Dresden
- Blochmann, Heinrich (1838–1878), deutscher Orientalist und Hochschullehrer
- Blochmann, Heinrich August (1787–1851), deutscher Landwirt und Sachbuchautor
- Blochmann, Karl Justus (1786–1855), deutscher Pädagoge
- Blochmann, Otto (* 1921), deutscher Fußballspieler
- Blochmann, Reinhart (1848–1920), deutscher Chemiker
- Blochmann, Rudolf (1865–1944), deutscher Ingenieur
- Blochmann, Rudolf Sigismund (1784–1871), deutscher Ingenieur und Unternehmer
- Błochowiak, Anita (* 1973), polnische Politikerin, Mitglied des Sejm
- Blochwitz, Christian (1943–2024), deutscher Physiker und Hochschullehrer
- Blochwitz, Hans Peter (* 1949), deutscher Opernsänger (lyrischer Tenor)
- Blochwitz, Herbert (1904–1944), deutscher Arbeiterfunktionär und Widerstandskämpfer gegen den Nationalsozialismus
- Blochwitz, Martin (1602–1629), deutscher Mediziner
- Blochwitz, Paul-Gerhard (1907–1990), deutscher Jurist und Generalstaatsanwalt
- Blochwitz, Stefanie (* 1990), deutsche Journalistin, Reporterin und ModeratorinStefanie Blochwitz (* 1990)

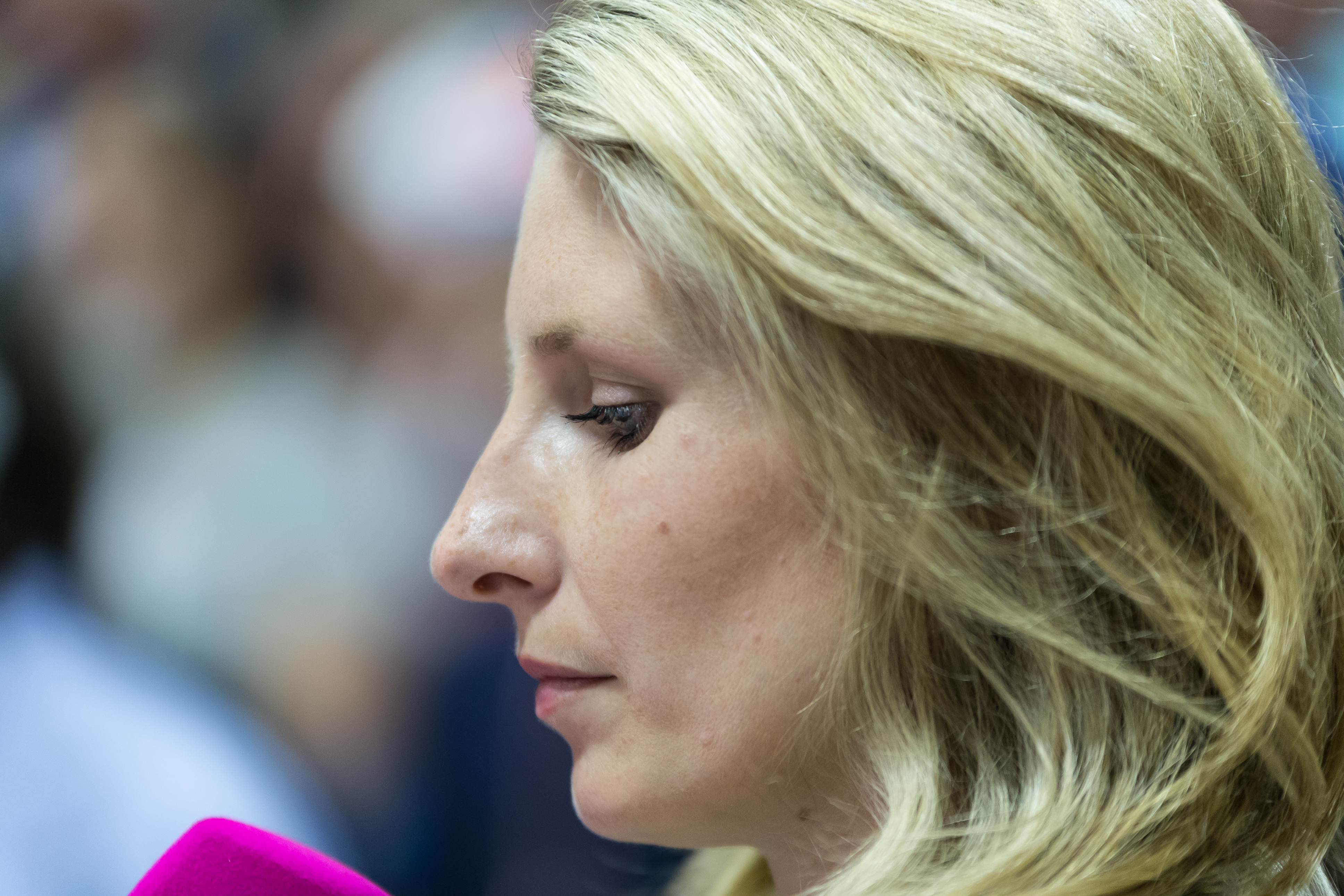
Stefanie Blochwitz (* 1990)

- Blochwitz, Steffen (* 1967), deutscher Radrennfahrer
- Blochwitz, Wolfgang (1941–2005), deutscher Fußballspieler

#### Block
- Block de Behar, Lisa (* 1937), uruguayische Literaturwissenschaftlerin und Hochschullehrerin
- Block, Achim (1932–2019), deutscher Politiker (CDU) und Klassischer Philologe, Rektor und Autor
- Block, Adam (* 1973), US-amerikanischer Astronom und Asteroidenentdecker
- Block, Adolf (1893–1990), deutscher Richter am Reichskriegsgericht und Generalrichter
- Block, Adriaen (1567–1627), niederländischer Forschungsreisender und Kartograph
- Block, Agnes (1629–1704), niederländische Mennonitin, Kunstsammlerin und Kunstmäzenin sowie Sammlerin tropischer Pflanzen
- Block, Al († 2015), US-amerikanischer Jazz-Musiker
- Block, Albrecht (1774–1847), deutscher Landwirt
- Block, Anna Katharina (1642–1719), deutsche Malerin
- Block, August (1877–1956), deutscher Landwirt und Politiker (DP), MdL
- Block, Axel (* 1947), deutscher Kameramann
- Block, Benjamin von (1631–1689), deutscher Porträtmaler
- Block, Christina (* 1973), deutsche Gastronomin und Unternehmerin
- Block, Daniel (1580–1660), deutscher Porträtmaler der Spät-Renaissance
- Block, David von dem, flämischstämmiger Maler in Danzig
- Block, Detlev (1934–2022), evangelischer Pfarrer, Professor (h. c.), Lyriker und SchriftstellerDetlev Block (1934–2022)

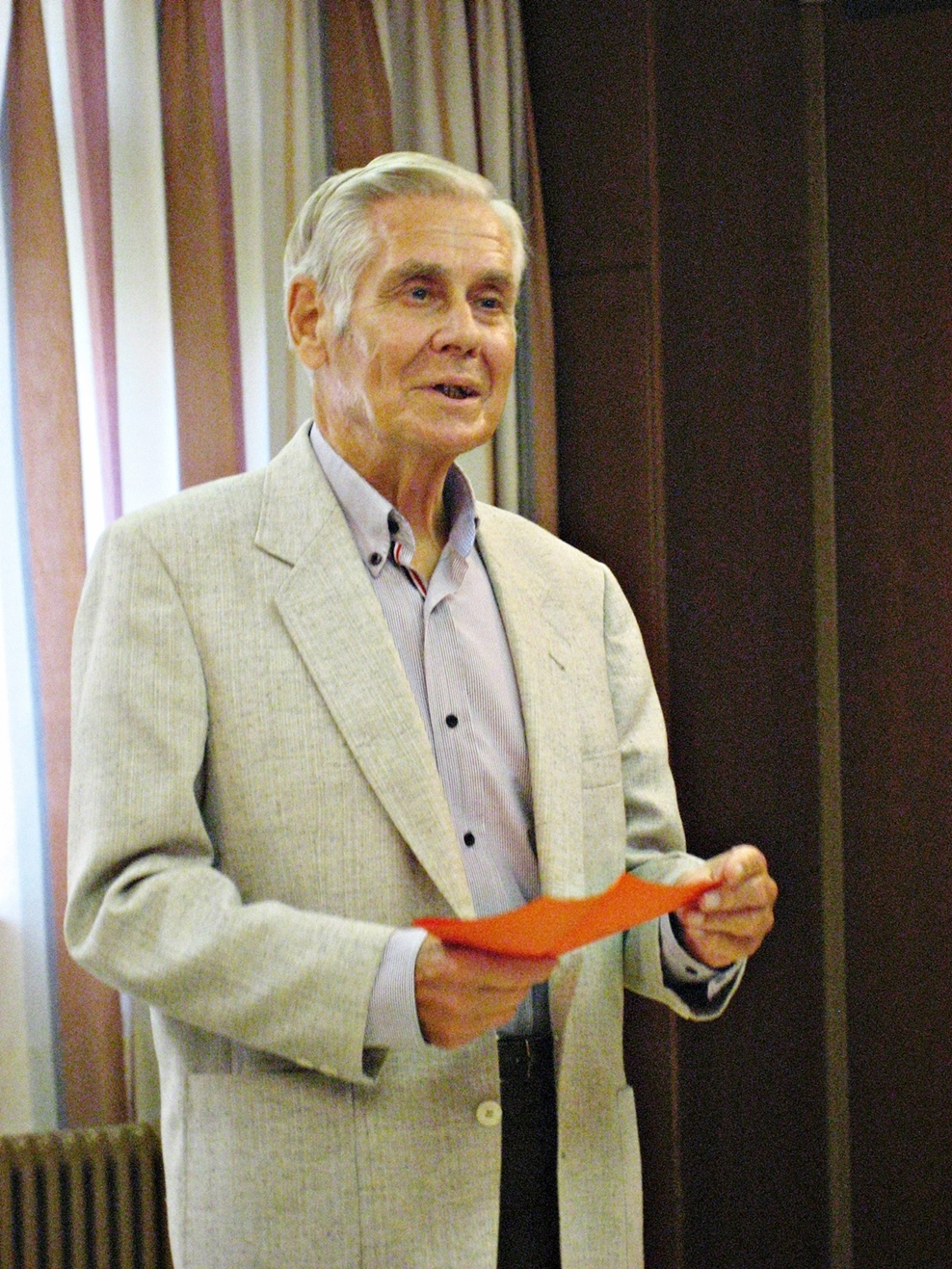
Detlev Block (1934–2022)

- Block, Eberhard von (1923–2019), deutscher General
- Block, Eckhard (* 1950), deutscher Journalist, Publizist, Autor, Verleger, Tourismusexperte, Seminarleiter und Chefredakteur der Internetplattform „Der Pranger“
- Block, Elisabeth (* 1923), deutsche Tagebuchschreiberin und Holocaust-Opfer
- Block, Emil (1884–1966), deutscher Maler
- Block, Eugen (* 1940), deutscher Unternehmer
- Block, Francesca Lia (* 1962), US-amerikanische Autorin
- Block, Frederick (1899–1945), österreichischer Komponist
- Block, Friedrich Christian (1763–1842), deutscher evangelisch-lutherischer Pastor und Superintendent
- Block, Friedrich W. (* 1960), deutscher Literaturwissenschaftler, Kurator und Stiftungsleiter
- Block, Fritz (1889–1955), deutscher Architekt und Fotograf
- Block, Hans (1870–1953), deutscher Journalist
- Block, Hans (* 1985), deutscher Theater-, Film-, Hörspielregisseur und Musiker
- Block, Hans Heinrich (* 1938), deutscher Offizier, zuletzt Brigadegeneral der Bundeswehr
- Block, Harlon (1924–1945), US-amerikanischer Soldat des Zweiten Weltkriegs und einer der MarinesHarlon Block (1924–1945)

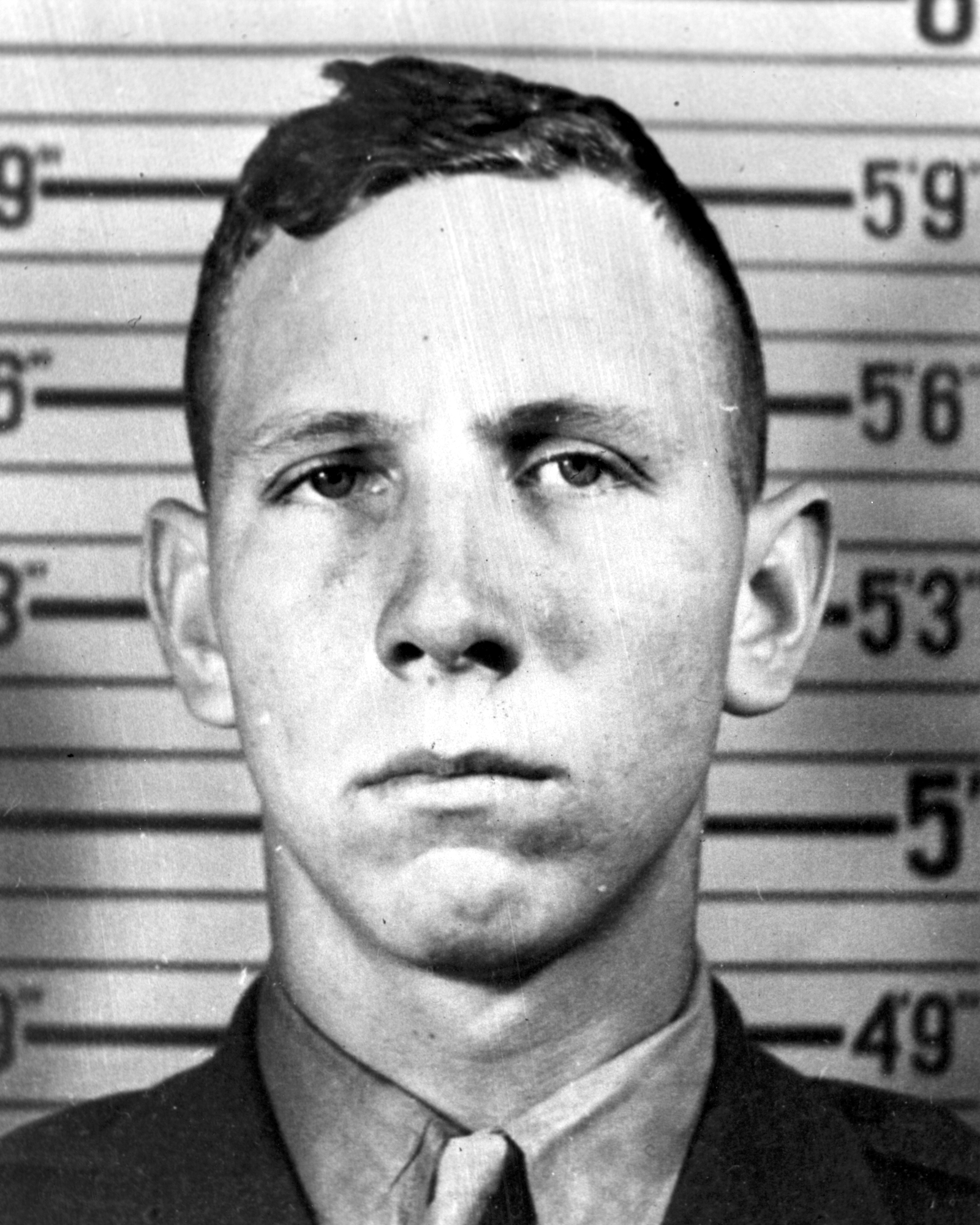
Harlon Block (1924–1945)

- Block, Hartmut (* 1957), deutscher Drehbuchautor
- Block, Heinz (* 1925), deutscher Politiker (SED)
- Block, Helga (* 1954), deutsche Verwaltungsjuristin, Datenschutzbeauftragte NRW
- Block, Herbert (1903–1988), deutsch-US-amerikanischer Ökonom
- Block, Herbert Lawrence (1909–2001), US-amerikanischer Karikaturist
- Block, Hugo von (1818–1897), preußischer Generalmajor
- Block, Ida (1632–1693), niederländische Mennonitin und Forscherin
- Block, Jan-Marten (* 1995), deutscher Rocksänger und Synchronsprecher
- Block, Jochen (1929–1995), deutscher Physikochemiker
- Block, Johann Carl Friedrich von (1735–1797), preußischer Oberst und Regimentschef
- Block, Johannes († 1545), Prediger in Pommern und im Baltikum
- Block, Johannes (* 1881), deutscher Jurist und Kammergerichtspräsident
- Block, Johannes (1894–1945), deutscher Offizier, zuletzt General der Infanterie im Zweiten Weltkrieg
- Block, Johannes (* 1965), deutscher evangelischer Theologe, Pfarrer am Fraumünster in Zürich
- Block, John Rusling (* 1935), US-amerikanischer Politiker
- Block, Josef (1863–1943), deutscher Maler
- Block, Julius (1858–1934), deutscher Unternehmer
- Block, Jürgen (* 1967), deutscher Musikproduzent
- Block, Karl Heinrich Stephan von (1781–1839), preußischer Generalleutnant
- Block, Ken (1967–2023), US-amerikanischer RallyefahrerKen Block (1967–2023)

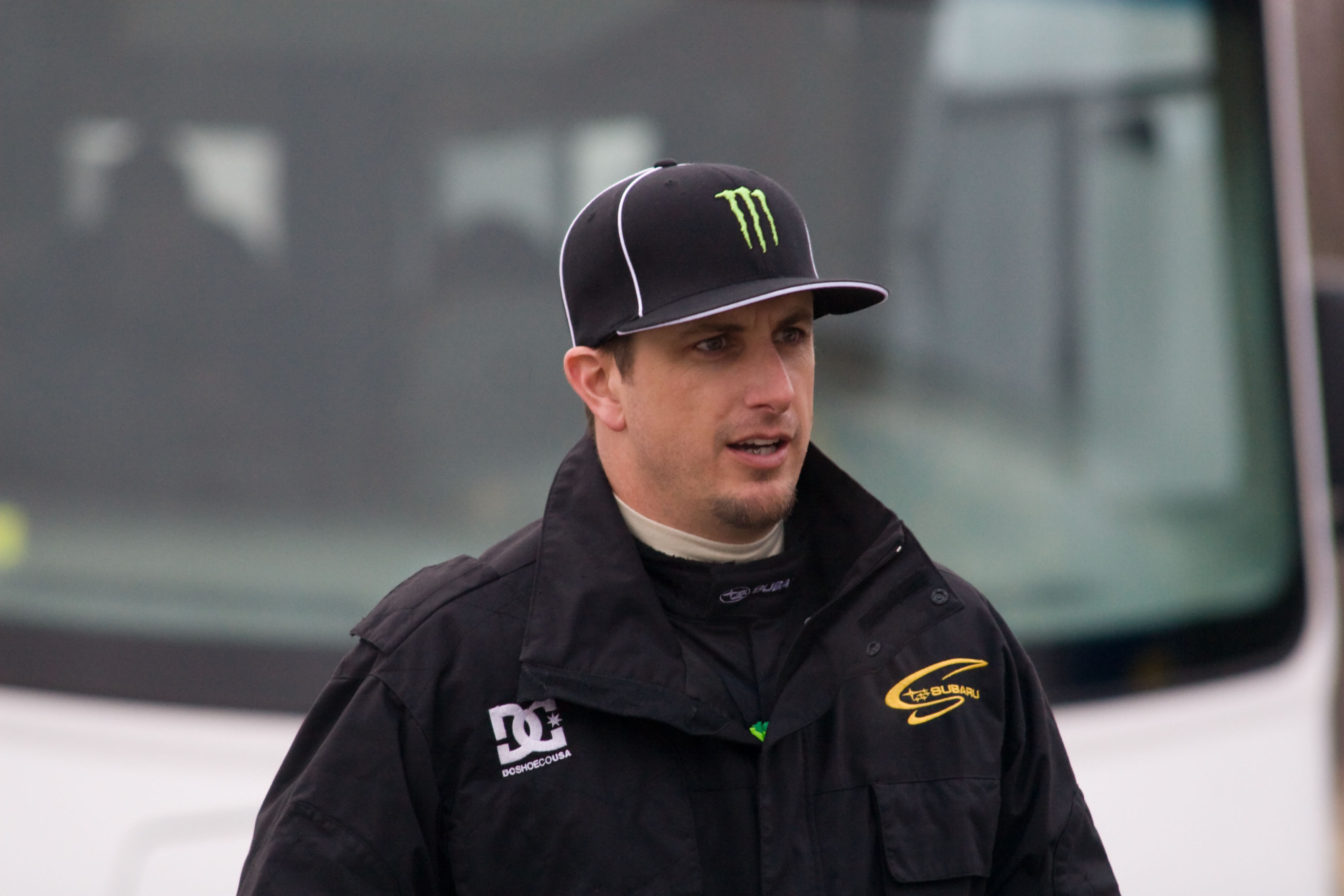
Ken Block (1967–2023)

- Block, Kirsten (* 1960), deutsche Schauspielerin
- Block, Lawrence (* 1938), US-amerikanischer Krimi-Schriftsteller
- Block, Leo de (1904–1988), niederländischer Politiker
- Block, Lieselotte (1918–2012), deutsche Anthropologin und Hochschullehrerin
- Block, Ludwig (1860–1930), deutscher Forstbeamter
- Block, Marlen (* 1980), deutsche Politikerin (parteilos, früher Die Linke)
- Block, Martin (1891–1972), deutscher Ethnologe und Hochschullehrer
- Block, Martin (1903–1967), US-amerikanischer Radiomoderator
- Block, Martin (* 1973), deutscher Langstreckenläufer
- Block, Mathilde (1850–1932), deutsche Malerin und Kunststickerin
- Block, Matt (* 1966), US-amerikanischer Eishockeyspieler
- Block, Maurice (1816–1901), französischer Statistiker und Nationalökonom
- Block, Mike (* 1982), US-amerikanischer Cellist
- Block, Miriam (* 1990), deutsche Politikerin (Bündnis 90/Die Grünen), MdHB
- Block, Mitchell († 2024), US-amerikanischer Filmproduzent im Bereich Dokumentarfilm
- Block, Monika (* 1941), deutsche Tischtennisspielerin
- Block, Ned (* 1942), US-amerikanischer PhilosophNed Block (* 1942)

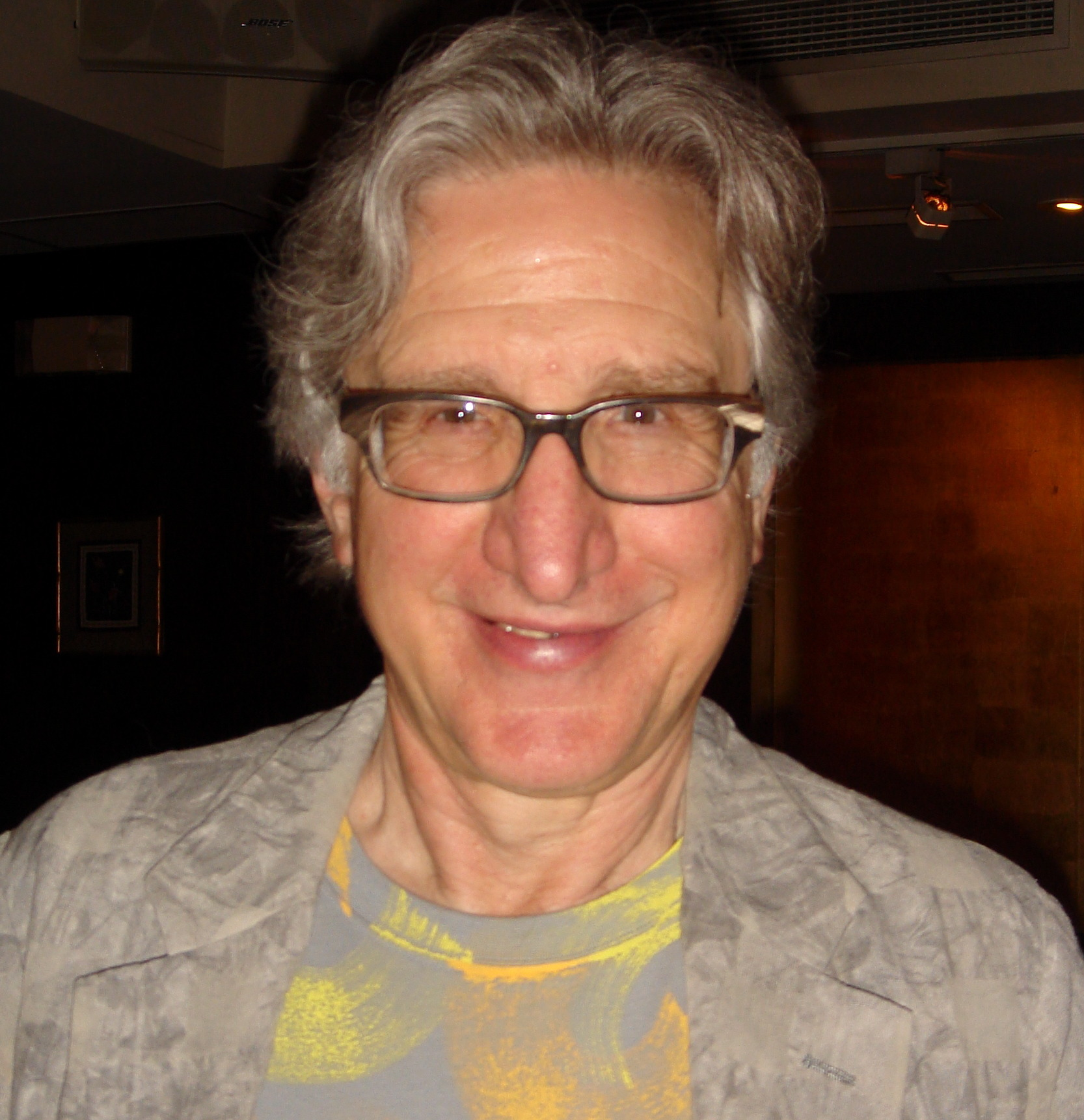
Ned Block (* 1942)

- Block, Olivia, US-amerikanische Improvisationsmusikerin
- Block, Otto (* 1889), deutscher DBD-Funktionär, MdV
- Block, Otto (1901–1977), deutscher Architekt
- Block, Paul (1862–1934), Kulturpublizist, Journalist und Schriftsteller
- Block, Peter Ludwig Heinrich von (1764–1834), deutscher Naturforscher und Verwaltungsbeamter
- Block, Ralph (1889–1974), US-amerikanischer Filmproduzent und Drehbuchautor; Präsident der Schauspielergewerkschaft Screen Actors Guild
- Block, René (* 1942), deutscher Galerist
- Block, Rory (* 1949), US-amerikanische Folk- und Blues-Sängerin, Singer-Songwriter
- Block, Rudolf (1865–1953), deutscher Pädagoge
- Block, Sandy (1917–1985), US-amerikanischer Jazzmusiker (Bass)
- Block, Schanna (* 1972), ukrainische Sprinterin
- Block, Steven (* 1952), Physiker und Biologe
- Block, Stu (* 1977), kanadischer Metal-SängerStu Block (* 1977)

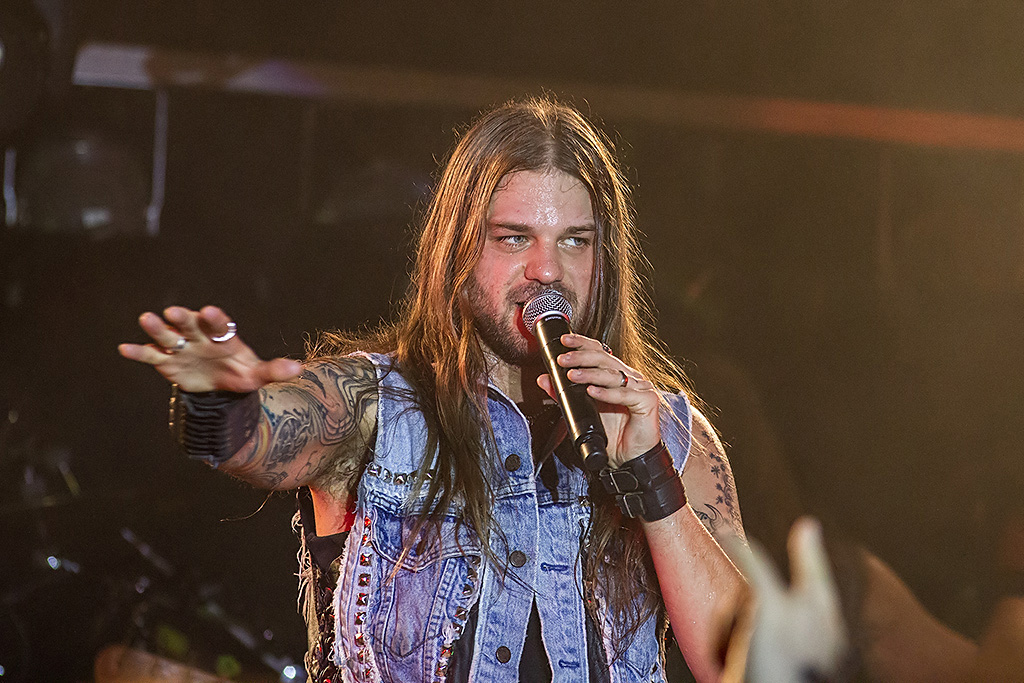
Stu Block (* 1977)

- Block, Theodor (1578–1647), deutscher Jurist, Fürstlich Braunschweig-Lüneburgischer Rat, Konsistorialrat, Kreis- und Grenzsekretär
- Block, Theodoricus († 1524), deutscher Mediziner, katholischer Theologe und Humanist
- Block, Udo (1941–1997), österreichischer Politiker (SPÖ)
- Block, Ursula (* 1938), deutsche Plattenladeninhaberin, Galeristin und Kuratorin
- Block, Uwe (1946–2009), deutscher Musikverleger, Musikproduzent und Künstlermanager
- Block, Valentin, deutscher Münzmeister
- Block, Vanessa, US-amerikanische Filmproduzentin, Drehbuchautorin, Kamerafrau und Filmregisseurin
- Block, Walter (1903–1945), deutscher Kommunist und Antifaschist
- Block, Walter (* 1941), US-amerikanischer Wirtschaftswissenschaftler und Autor
- Block, Werner (1893–1976), deutscher Chirurg
- Block, Werner (* 1935), deutscher Elektroingenieur, Oscarpreisträger
- Block, Wilhelm (1826–1902), deutscher Forstbeamter
- Block, Willi (1934–1966), deutsches Todesopfer der Berliner Mauer
- Block-Quast, Adelaide von (1896–1982), deutsche Malerin
- Block-Schlesier, Andreas von (* 1945), deutscher Jurist und Politikwissenschaftler
- Blocke, Abraham van den (1572–1628), deutscher Architekt und Bildhauer
- Blocke, Aegidius van den, flämischer Bildschnitzer in Mechelen und Danzig
- Blocke, Francen van den, flämischer Bildschnitzer in Mechelen
- Blocke, Izaak van den († 1628), flämischstämmiger Maler in Danzig
- Blocke, Willem van den († 1628), flämischer Bildhauer und Architekt
- Blocker, Dan (1928–1972), US-amerikanischer Schauspieler
- Blocker, Dirk (* 1957), US-amerikanischer Schauspieler
- Blöcker, Günter (1913–2006), deutscher Journalist und Schriftsteller
- Blöcker, Hans (1898–1988), deutscher Politiker (CDU), MdL, MdB
- Blöcker, Herbert (1943–2014), deutscher Vielseitigkeitsreiter
- Blocker, Jack S. (1913–2006), US-amerikanischer Offizier, Brigadegeneral der US Army
- Blocker, Jasmine (* 1992), US-amerikanische Sprinterin
- Blocker, Maurice (* 1963), US-amerikanischer Boxer im Weltergewicht und Weltmeister der Verbände WBC und WBA sowie linearer Weltmeister
- Blockert, Daniel (* 1968), schwedischer Diplomat
- Blockflöte des Todes (* 1981), deutscher Singer-Songwriter
- Blockhaus, Thomas (* 1960), deutscher Theater- und Hörfunk-Regisseur und Autor
- Blockhead (* 1976), US-amerikanischer Hip-Hop-Produzent und elektronischer Musiker
- Blockley, Roger C. (* 1943), kanadischer Althistoriker britischer Herkunft
- Blocksdorf, Helga (* 1974), deutsche Architektin
- Blocksdorf, Helmut (* 1927), deutscher Sachbuchautor
- Blocksdorf, Melanie (* 1976), deutsche Schauspielerin
- Blockson, Charles L. (1933–2023), US-amerikanischer Historiker und Autor
- Blockx, Alexander (* 2005), belgischer Tennisspieler
- Blockx, Dries (* 1997), belgischer Eishockeyspieler
- Blockx, Jan (1851–1912), belgischer Komponist

#### Blocq
- Blocq, Paul Oscar (1860–1896), französischer Pathologe
- Blocqueville, Adélaïde-Louise d’Eckmühl de (1815–1892), französische Schriftstellerin, Dichterin und Salonnière

### Blod
- Blode, Dieter (1941–2008), deutscher Skatmeister
- Blöde, Gustav (1814–1888), deutsch-amerikanischer Jurist, Mediziner, Journalist und Politiker
- Blöde, Karl August (1773–1820), Geheimer Finanzrat, Naturwissenschaftler, Autor sowie Namengeber des Kristalls Blödit
- Blodek, Vilém (1834–1874), tschechischer Komponist
- Bloderer, Josef (1914–1994), österreichischer Widerstandskämpfer gegen den Nationalsozialismus
- Blodget, Henry (* 1966), US-amerikanischer Wirtschaftsjournalist und Wertpapieranalyst
- Blodget, Lorin (1823–1901), US-amerikanischer Physiker, Klimaforscher und Statistiker
- Blodgett Adams, Rachel (1894–1982), US-amerikanische Mathematikerin und Hochschullehrerin
- Blodgett, Edward Dickinson (1935–2018), kanadischer Lyriker und Literaturwissenschaftler
- Blodgett, Gardner Dean (1925–2019), US-amerikanischer Kartograf und Geologe
- Blodgett, Katharine B. (1898–1979), US-amerikanische Physikerin
- Blodgett, Rufus (1834–1910), US-amerikanischer Politiker der Demokratischen Partei
- Blodig, Andreas (* 1987), deutscher Handballspieler
- Blodig, Hermann (1822–1905), österreichischer Jurist, Ökonom und Hochschullehrer
- Blodig, Karl (1859–1956), österreichischer Bergsteiger, Augenarzt und Autor
- Blodig, Kerstin, deutsche Folkmusikerin
- Blödner, Cyriak (1672–1733), deutscher Kartograph
- Blödner, Oskar (1853–1916), deutscher Fabrikant, Kaufmann und Wohltäter der Stadt Gotha
- Bļodnieks, Ādolfs (1889–1962), lettischer Politiker und Ministerpräsident (1933–1934), Mitglied der Saeima
- Blödorn, Andreas (* 1972), deutscher Germanist
- Blodt, Willi (1929–2022), deutscher Politiker (SPD), MdL

### Bloe
- Bloéb, Gregor (* 1968), österreichischer Theater-, Film- und FernsehschauspielerGregor Bloéb (* 1968)

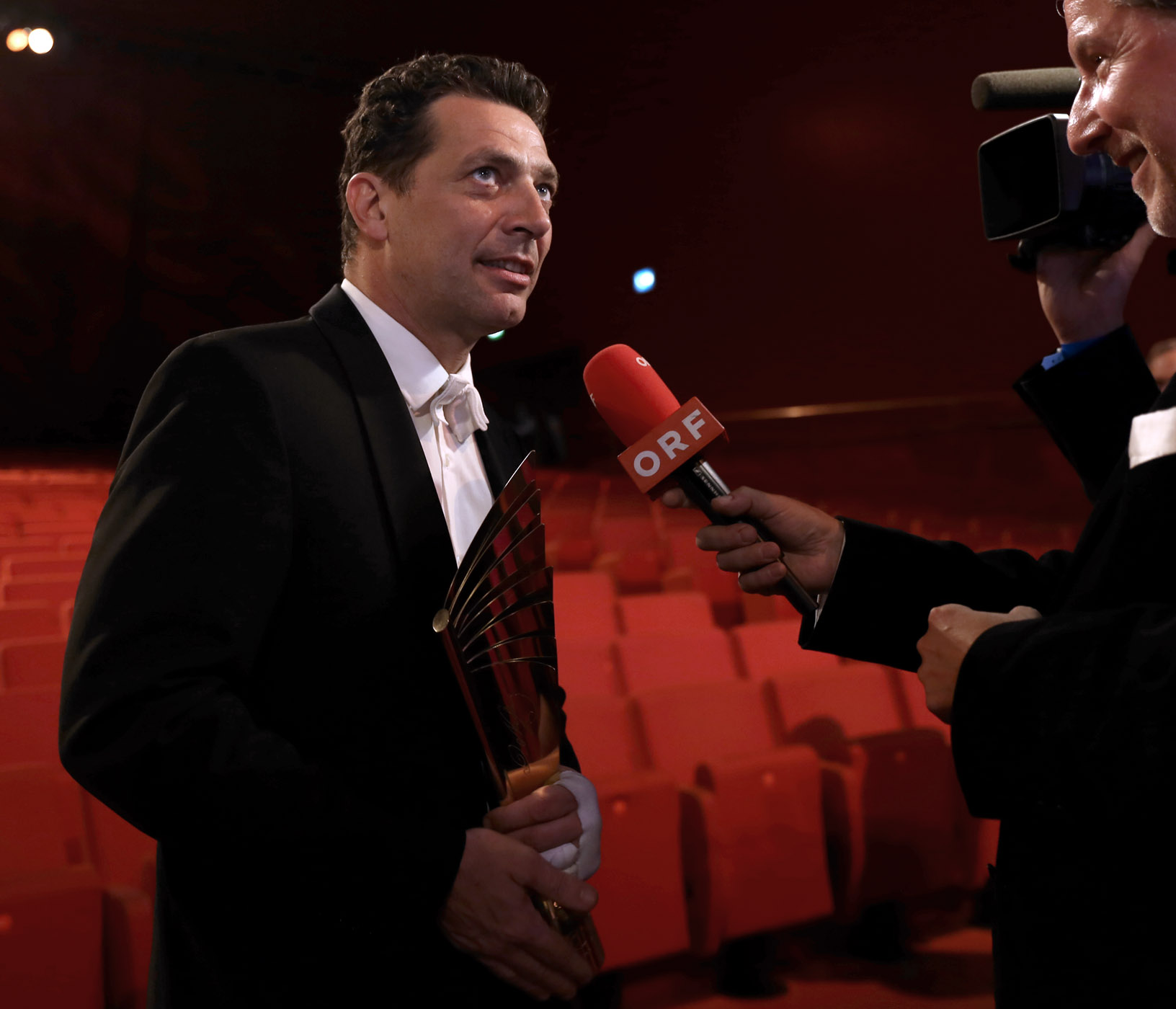
Gregor Bloéb (* 1968)

- Bloéb, Josephine (* 1992), österreichische Schauspielerin
- Bloech, Jürgen (* 1938), deutscher Betriebswirt und Hochschullehrer
- Bloechle, Matthias (* 1962), deutscher Gynäkologe
- Bloedau, Carl von (1804–1886), deutscher Geheimrat und Leibarzt der Fürsten von Schwarzburg-Sondershausen
- Bloedau, Curt von (1864–1924), Landrat, Landtagsabgeordneter
- Bloedau, Hermann von (1853–1927), deutscher Rittergutsbesitzer und Politiker, MdR
- Bloedau, Ludwig (1820–1870), deutscher Arzt
- Bloedorn, Julian (* 1990), deutscher Schauspieler
- Bloedorn, Willi (1887–1946), deutscher Politiker (NSDAP), MdR, MdL
- Bloedow, Edmund Frederick (1930–2019), kanadischer Althistoriker
- Bloem, Anton (1814–1884), deutscher Anwalt und Parlamentarier
- Bloem, Jacobus Cornelis (1822–1902), niederländischer Politiker, Finanzminister
- Bloem, Jessica (* 1981), deutsche Fernsehmoderatorin
- Bloem, Laura (* 1989), niederländische Beachvolleyballspielerin
- Bloem, Matheus, niederländischer Maler von Stillleben
- Bloem, Nico (* 1994), deutscher Politiker (SPD)
- Bloem, Walter (1868–1951), deutscher SchriftstellerWalter Bloem (1868–1951)

Walter Bloem (1868–1951)

- Bloem, Walter Julius (* 1898), deutscher Schriftsteller, Offizier und SS-Mitglied
- Bloem, Wolf (1896–1971), deutscher Landschaftsmaler, Aquarellist und Grafiker
- Bloemaert, Abraham (1564–1651), niederländischer Maler
- Bloemaert, Cornelis II († 1692), niederländischer Maler und Kupferstecher
- Bloemart, Esther Barbara (1651–1733), deutsche Kunstsammlerin
- Bloemberg, Jeff (* 1968), kanadischer Eishockeyspieler
- Bloembergen, Nicolaas (1920–2017), US-amerikanischer Physiker
- Bloemecke, Gerhard (1936–2013), deutscher Politiker (CDU), MdL und Bäcker
- Bloemen Waanders, Franciscus Gerard van (1825–1892), niederländischer Kolonialbeamter und Politiker, Kolonialminister
- Bloemen, Adriaen van, niederländischer Maler, Grafiker und Zeichner
- Bloemen, Jan Frans van (1662–1749), flämischer Landschaftsmaler
- Bloemen, Johannes (1864–1939), niederländischer Schwimmer
- Bloemen, Pieter van († 1720), flämischer Maler
- Bloemen, Ted-Jan (* 1986), kanadischer Eisschnellläufer
- Bloemendal, Jan (* 1961), niederländischer Altphilologe und neulateinischer Philologe
- Bloemer, Friedrich (1807–1872), Jurist und Politiker
- Bloemers, Arnoldus (1785–1844), niederländischer Blumenmaler
- Bloemertz, Carl Bruno (1919–2007), deutscher Maler, Kunstförderer, Galerist und Chirurg
- Bloesch, Cäsar Adolf (1804–1863), Schweizer Mediziner, Kommunalpolitiker und Autor
- Bloesch, Hans (1878–1945), Schweizer Journalist, Bibliothekar und Reiseschriftsteller
- Bloesch, Hansjörg (1912–1992), Schweizer Klassischer Archäologe und Numismatiker
- Bloesch, Max (1908–1997), Schweizer "Storchenvater", Turnlehrer, Feldhandballspieler
- Bloesch-Moser, Marie-Louise († 1863), schweizerische Pensionatsleiterin
- Bloesch-Stöcker, Adele (1875–1978), deutsch-schweizerische Violinistin und Komponistin
- Bloet, Nest, anglo-walisische Adlige
- Bloet, Ralph (Adliger, † um 1112), anglonormannischer Adliger
- Bloet, Ralph (Adliger, † 1199), anglonormannischer Adliger
- Bloet, Ralph (Adliger, † um 1241), anglonormannischer Adliger
- Bloet, Walter, anglonormannischer Ritter
- Bloet, William, englischer Adliger
- Bloetzer, Peter (1933–2018), Schweizer Politiker

### Blof
- Blofield, Merike (* 1972), finnische Politikwissenschaftlerin und Lateinamerika-Expertin

### Blog
- Blogg, Salomon Ephraim († 1858), deutscher jüdischer Lehrer und Gelehrter

### Bloh
- Bloh, Dominik (* 1988), deutscher ehemaliger Obdachloser, Sozialaktivist und AutorDominik Bloh (* 1988)

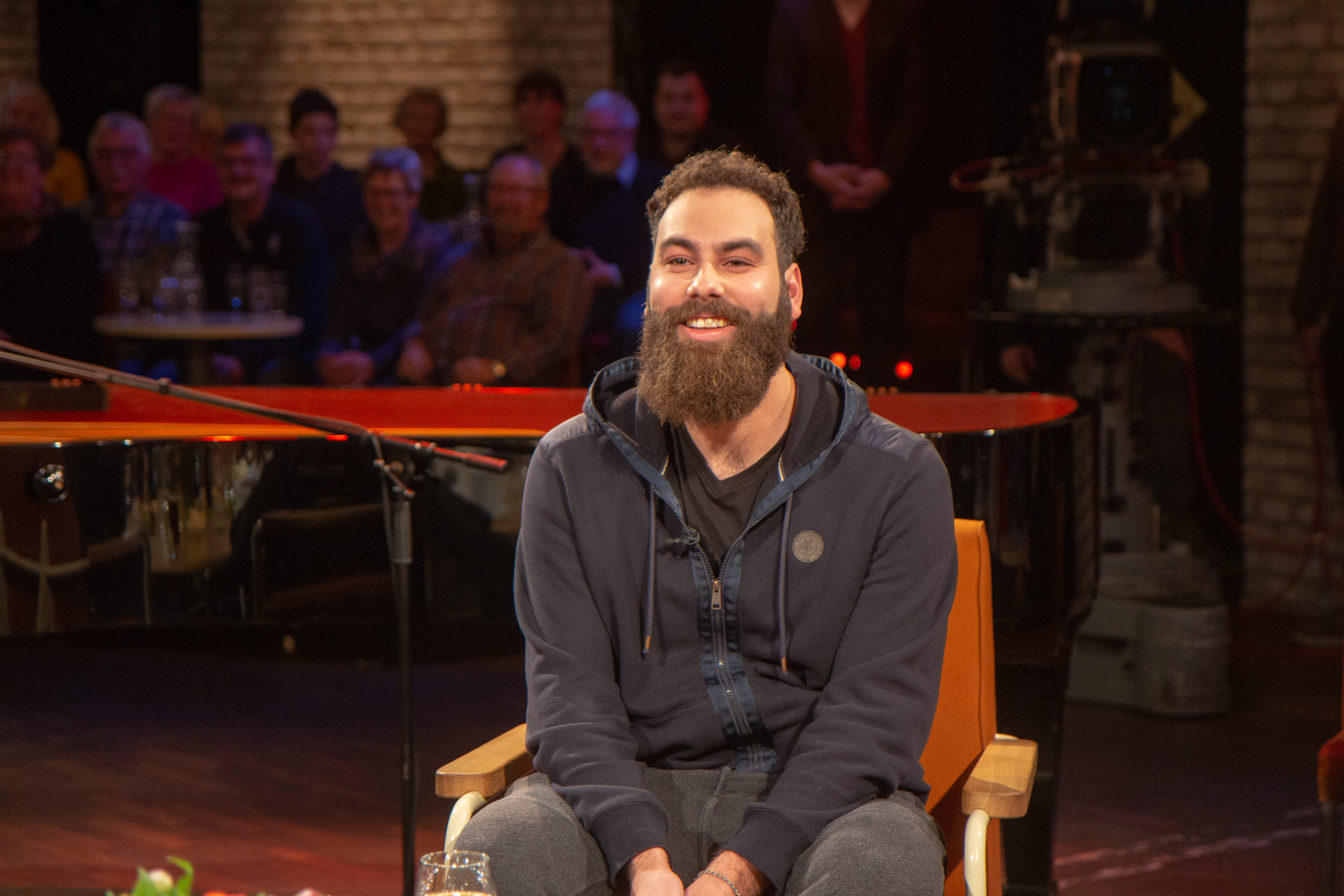
Dominik Bloh (* 1988)

- Bloh, Friedrich (1854–1941), deutscher Pädagoge
- Bloh, Ute von (* 1951), deutsche Philologin
- Blöhdorn, Lars (* 1976), deutscher Sprachwissenschaftler und Autor
- Blohm, Carl (1886–1946), deutscher Maler, Grafiker und Bildhauer
- Blohm, Ernst Heinrich (1794–1869), deutscher Architekt und königlich hannoverscher Baubeamter
- Blohm, Frank (* 1959), deutscher Psychoanalytiker, Schriftsteller und Publizist
- Blohm, Franz (1851–1920), sächsischer Generalmajor
- Blohm, Georg (1733–1798), deutscher Kaufmann, Politiker und Bürgermeister der Hansestadt Lübeck
- Blohm, Georg (1801–1878), deutscher Kaufmann, Mäzen und Philanthrop in Venezuelua und Lübeck
- Blohm, Georg (1896–1982), deutscher Agrarwissenschaftler
- Blohm, Gustav (1869–1943), deutscher Architekt
- Blohm, Hans (1920–2005), deutscher Wirtschaftswissenschaftler
- Blohm, Hans (1927–2021), deutsch-kanadischer Fotograf und Buchautor
- Blohm, Hermann (1848–1930), deutscher Schiffbauingenieur und Unternehmer
- Blohm, Irma (1909–1997), deutsche Politikerin (CDU), MdHB, MdB
- Blohm, Johann Heinrich (1799–1858), Ehrenbürger der Stadt Harburg, heute Ortsteil von Hamburg
- Blohm, Julius (1845–1927), sächsischer Generalleutnant
- Blohm, Linn (* 1992), schwedische Handballspielerin
- Blohm, Nicolaus (1779–1855), deutscher Architekt und Ingenieur sowie Stadtbaudirektor in Bremen
- Blohm, Rudolf (1885–1979), deutscher Unternehmer und Leiter der Schiffswerft Blohm & Voss
- Blohm, Walther (1887–1963), deutscher Diplom-Ingenieur und Unternehmer
- Blohm, Wilhelm (1862–1944), deutscher Lehrer und Abgeordneter des Oldenburger Landtags
- Blohme, Lukas (* 1994), deutscher Handballspieler
- Blohmke, Artur (1888–1957), deutscher Laryngologe und Hochschullehrer
- Blohmke, Maria (1922–2016), deutsche Medizinerin
- Blohn, Christian von (* 1963), deutscher Organist, Kirchenmusiker und Musikerzieher

### Bloi
- Bloid, Helmut (* 1929), deutscher Schriftsteller, Naturfotograf und Naturschützer
- Blois, Glenn de (* 1995), niederländischer Snowboarder
- Blois, Louis de (1506–1566), französischer Benediktiner, Reformator des Benediktinerordens und mystischer Dichter

### Blok
- Blok, Alexander Alexandrowitsch (1880–1921), Dichter der russischen ModerneAlexander Alexandrowitsch Blok (1880–1921)

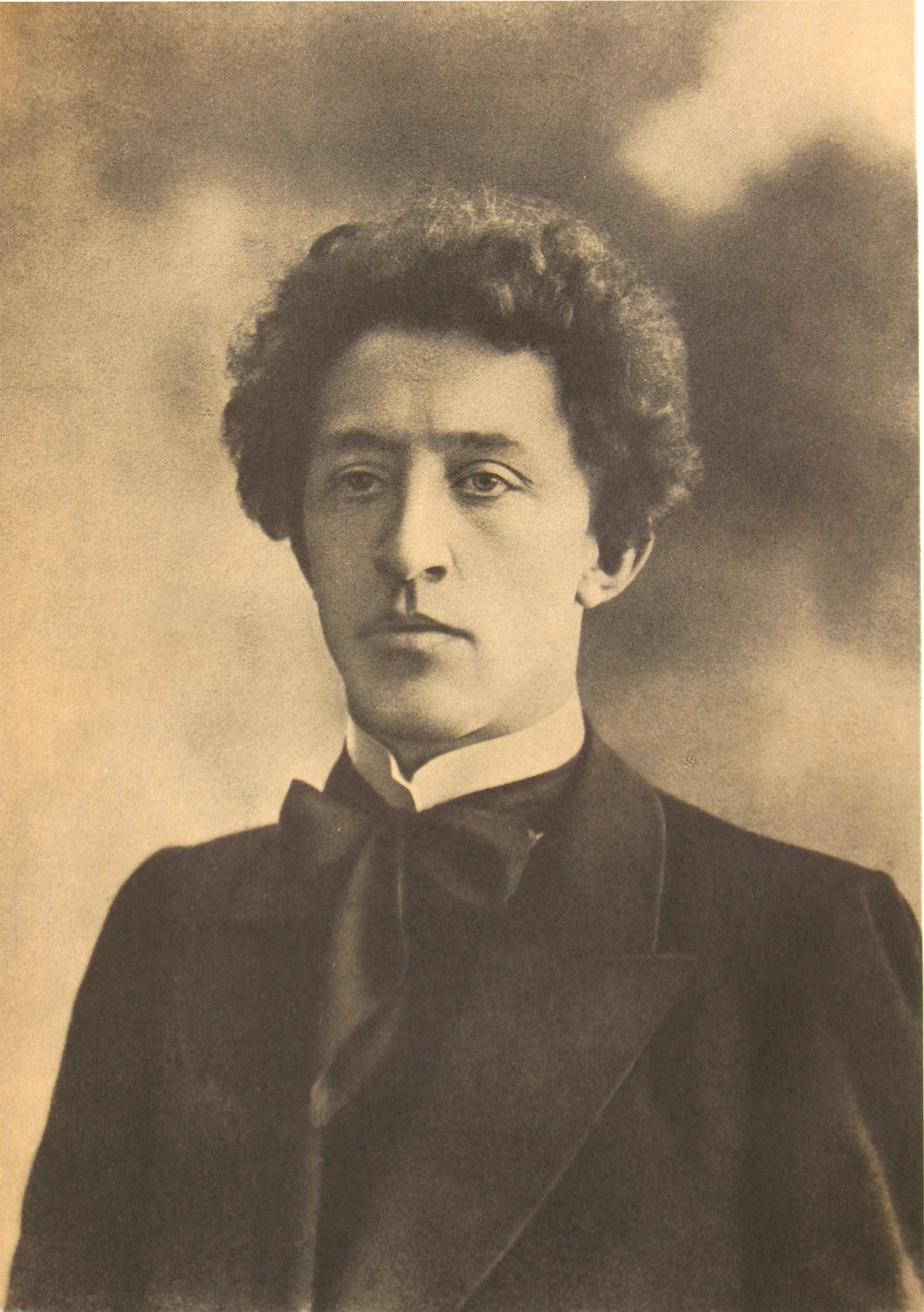
Alexander Alexandrowitsch Blok (1880–1921)

- Blok, Anneke (* 1960), niederländische Schauspielerin
- Blok, Anthony Johannes (1868–1934), niederländischer Strafrechtler
- Blok, Anton (1935–2024), niederländischer Kulturanthropologe
- Blok, Dawid Semjonowitsch (1888–1948), russisch-sowjetischer Dirigent und Komponist
- Blok, Dieuwertje (1957–2025), niederländische Moderatorin und Schauspielerin
- Blok, Justen (* 2000), niederländischer Hockeyspieler
- Blok, Petrus Johannes (1855–1929), niederländischer Historiker
- Blok, Stef (* 1964), niederländischer Politiker (VVD) und Bankmanager
- Blok, Vincent (* 1970), niederländischer Philosoph und Hochschullehrer
- Blok3 (* 2002), türkischer Rapper
- Blokdyk, Trevor (1935–1995), südafrikanischer Autorennfahrer
- Blokesch, Melanie (* 1976), deutsche Mikrobiologin und Hochschullehrerin
- Blokhina, Alexis (* 2004), US-amerikanische Tennisspielerin
- Blokhuijsen, Jan (* 1989), niederländischer Eisschnellläufer
- Blokhuis, Paul (* 1963), niederländischer Politiker (ChristenUnie)
- Blokker, Jan (1927–2010), niederländischer Schriftsteller und Journalist
- Blokker, Lotta (* 1980), niederländische Bildhauerin
- Blokkmonsta (* 1983), deutscher Rapper und Produzent
- Blokland, Hans (* 1943), niederländischer Politiker (ChristenUnie), MdEP
- Blokland, Pieter (1920–1976), niederländischer Bauingenieur
- Blokland, Rogier (* 1971), niederländischer Linguist
- Blokland, Talja (* 1971), niederländisch-deutsche Soziologin und Stadtforscherin
- Bloks, Hans (* 1982), niederländischer Radrennfahrer
- Blokzijl, Max (1884–1946), niederländischer Journalist und Autor
- Blokzijl, Thijmen (* 2005), niederländischer Fußballspieler

### Blom
- Blom, Alderik Henk (* 1978), niederländischer Keltologe
- Blom, Alice (* 1980), niederländische Volleyballspielerin
- Blom, August (1869–1947), dänischer Filmregisseur
- Blom, Christian (1782–1861), norwegischer Komponist
- Blom, Durk van (1877–1938), niederländischer Ökonom
- Blom, Edward (* 1970), schwedischer Archivar, Gastronom, Wirtschaftshistoriker, Schriftsteller und eine Fernsehpersönlichkeit
- Blom, Ellen (* 1979), norwegische Skibergsteigerin
- Blom, Frans (1893–1963), dänischer Archäologe
- Blom, Fredrik (1781–1853), schwedischer Oberst und Architekt
- Blom, Gijs (* 1997), niederländischer SchauspielerGijs Blom (* 1997)

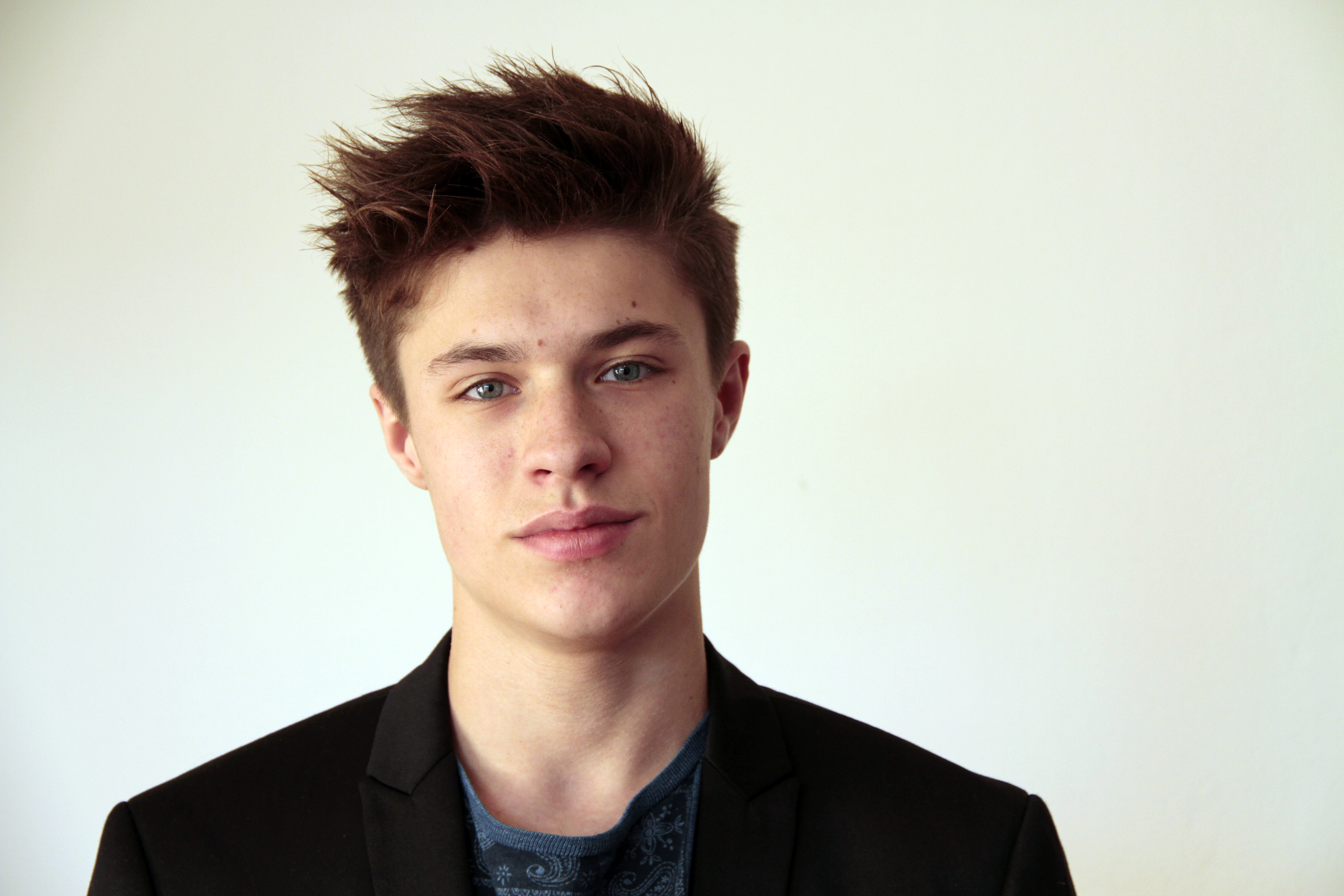
Gijs Blom (* 1997)

- Blom, Holger (1906–1996), schwedischer Architekt und Landschaftsarchitekt
- Blom, Ida (1931–2016), norwegische Historikerin und Hochschullehrerin
- Blom, Jasper (* 1965), niederländischer Jazzmusiker (Saxophone, Komposition)
- Blom, Jassina (* 1994), belgische Fußballspielerin
- Blom, Joakim (* 1976), schwedischer Basketballspieler
- Blom, Kevin (* 1974), niederländischer Fußballschiedsrichter
- Blom, Otto (1887–1972), niederländischer Tennisspieler
- Blom, Philipp (* 1970), deutscher Journalist, Historiker, Autor und ÜbersetzerPhilipp Blom (* 1970)

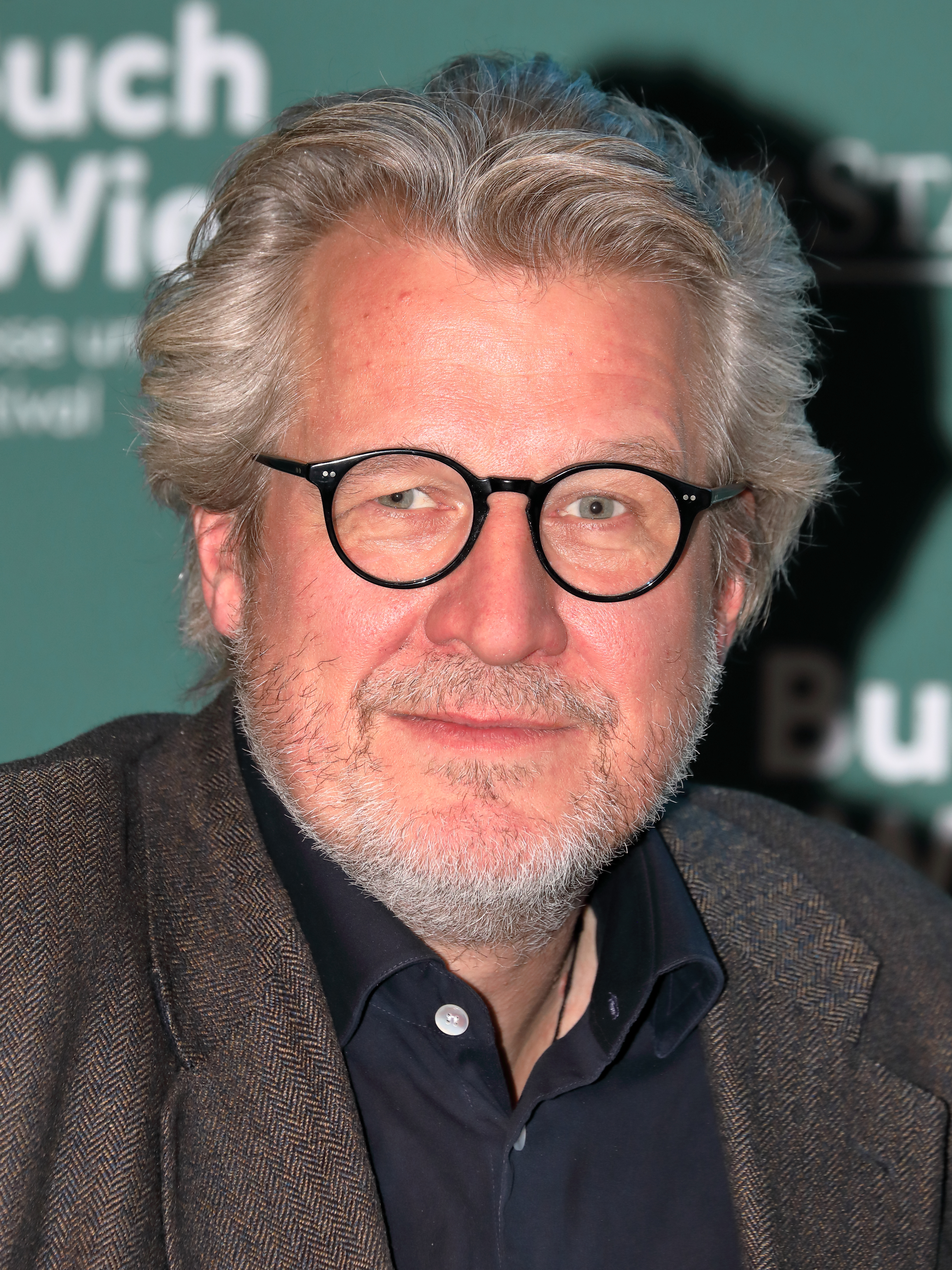
Philipp Blom (* 1970)

- Blom, Piet (1934–1999), niederländischer Architekt
- Blom, Rens (* 1977), niederländischer Leichtathlet
- Blom, Tore (1880–1961), schwedischer Leichtathlet
- Blom, Viktor (* 1990), schwedischer Pokerspieler
- Blomann, Karl-Heinz (* 1955), deutscher Musiker, Komponist und Produzent
- Blomback, Alf (* 1960), finnischer Radrennfahrer
- Blomberg, Alexander von (1788–1813), deutscher Dichter und preußischer Offizier
- Blomberg, Anna von (1858–1907), deutsche Schriftstellerin
- Blomberg, Arthor von (* 1956), amerikanischer Schlagzeuger, Musicaldarsteller und Musikproduzent
- Blomberg, Axel von (* 1955), deutscher Autor
- Blomberg, Barbara (1527–1597), Geliebte Kaiser Karl V.; Mutter von Don Juan de Austria
- Blomberg, Baron William T. Frary von (1904–1983), US-amerikanischer Diplomat
- Blomberg, Benjamin von (* 1978), deutscher Dramaturg
- Blomberg, Craig (* 1955), US-amerikanischer evangelikaler Theologe, Neutestamentler und Autor
- Blomberg, Emil (* 1992), schwedischer Leichtathlet
- Blomberg, Erik (1913–1996), finnischer Regisseur
- Blomberg, Georg Moritz von (1770–1818), deutscher Landrat und Dichterjurist
- Blomberg, Gustav von (1854–1919), preußischer Verwaltungsjurist und Landrat
- Blomberg, Hans (* 1977), deutscher Radiomoderator
- Blomberg, Hans Wilhelm (1906–1946), deutscher Jurist, SS-Obersturmbannführer und leitender Gestapomitarbeiter
- Blomberg, Hein (1915–2001), deutscher schleswig-holsteinischer Autor
- Blomberg, Hermann von (1836–1924), preußischer General der Infanterie
- Blomberg, Hugo von (1820–1871), deutscher Maler, Dichter und Kunstschriftsteller
- Blomberg, Jan Axel (* 1969), norwegischer SchlagzeugerJan Axel Blomberg (* 1969)

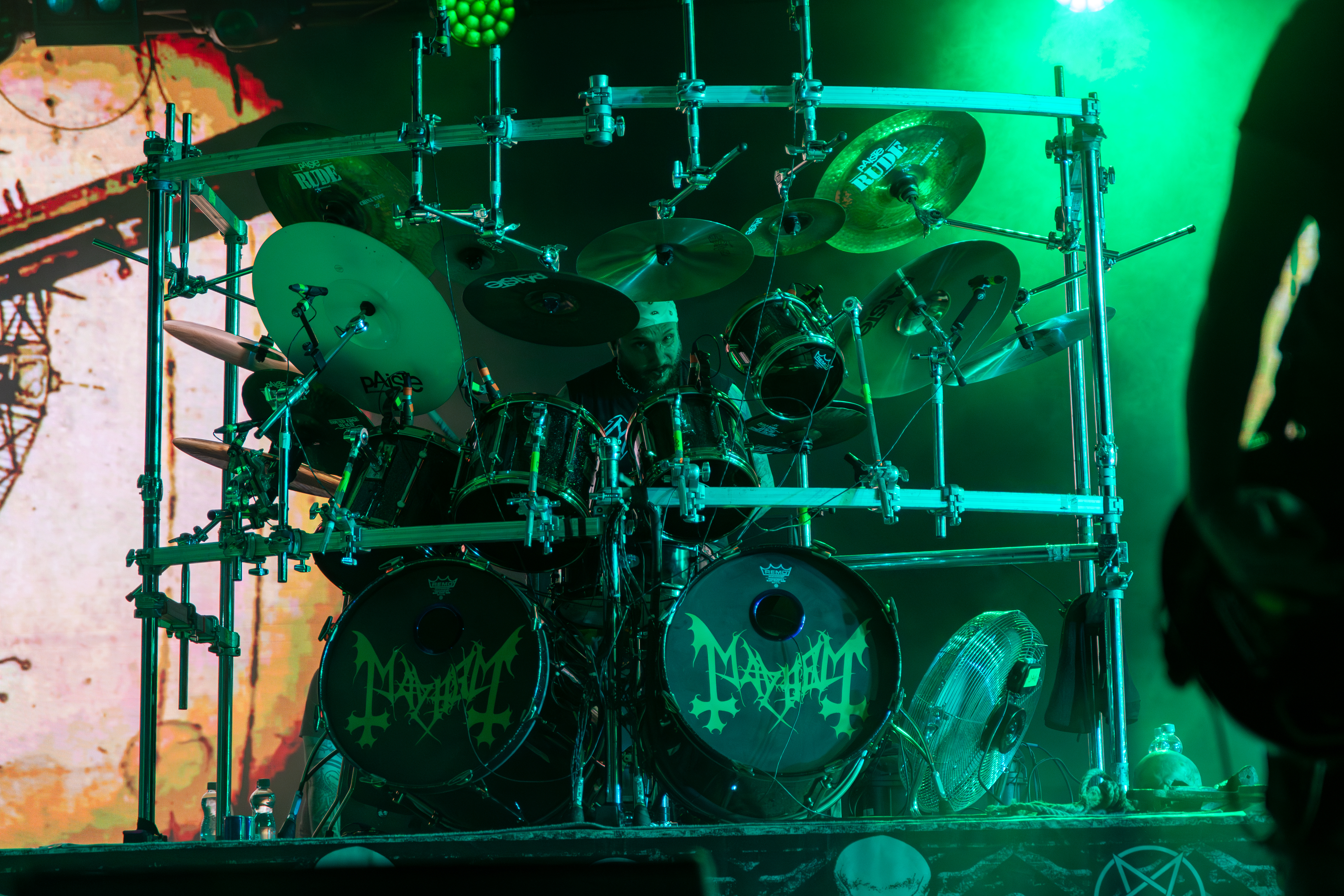
Jan Axel Blomberg (* 1969)

- Blomberg, Johan (* 1987), schwedischer Fußballspieler
- Blomberg, Karl August von (1726–1793), königlich preußischer Oberst, Kommandeur des Infanterie-Regiments Nr. 4
- Blomberg, Katja (* 1956), deutsche Kunsthistorikerin, Publizistin und Kuratorin
- Blomberg, Martin (1888–1966), US-amerikanischer Ingenieur schwedischer Herkunft
- Blomberg, Mattias (* 1976), schwedischer Snowboarder
- Blomberg, Otto von (1871–1946), deutscher Generalleutnant
- Blomberg, Rolf (1912–1996), schwedischer Forschungsreisender, Sachbuch-Autor, Fotograf und Dokumentarfilmer
- Blomberg, Sebastian (* 1972), deutscher Schauspieler
- Blomberg, Vanja (* 1929), schwedische Turnerin
- Blomberg, Werner von (1878–1946), deutscher Generalfeldmarschall der Wehrmacht; ReichswehrministerWerner von Blomberg (1878–1946)

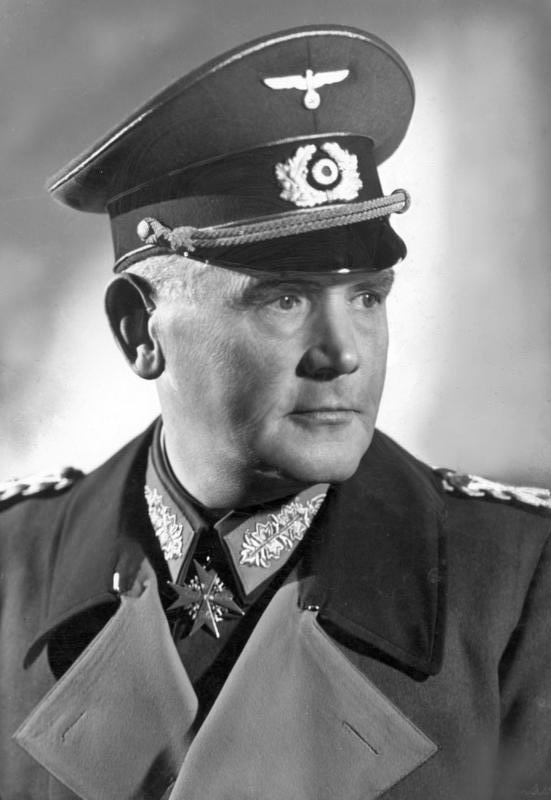
Werner von Blomberg (1878–1946)

- Blomberg, Wilhelm von (1786–1846), preußischer Offizier
- Blomdahl, Karl-Birger (1916–1968), schwedischer Komponist und Dirigent
- Blomdahl, Lennart (* 1939), schwedischer Karambolagespieler und Europameister
- Blomdahl, Torbjörn (* 1962), schwedischer Billardspieler
- Blome, Adolf von (1798–1875), schleswig-holsteinischer Gutsbesitzer, Jurist und Politiker
- Blome, Astrid (* 1965), deutsche Historikerin
- Blome, Christian (1861–1949), deutscher Tabakarbeiter und Politiker
- Blomé, Gert (1934–2021), schwedischer Eishockeyspieler
- Blome, Gustav von (1829–1906), deutschstämmiger Diplomat in österreichischen Diensten und Politiker
- Blome, Hans der Ältere, deutscher Kaufmann, Ratsherr und Bürgermeister von Hannover
- Blome, Hans der Jüngere († 1528), deutscher Kaufmann, Ratsherr und Bürgermeister von Hannover
- Blome, Hans-Joachim (* 1950), deutscher Astrophysiker
- Blome, Heinz-Jürgen (1946–2012), deutscher Fußballspieler
- Blome, Hermann (1920–1998), deutscher Journalist, Kanzlerberater und Filmproduzent
- Blome, Horst W. (* 1937), deutscher Kabarettist und Schauspieler
- Blome, Kurt (1894–1969), deutscher Politiker (NSDAP), MdR, stellvertretender NS-Reichsärzteführer
- Blome, Nikolaus (* 1963), deutscher Journalist und AutorNikolaus Blome (* 1963)

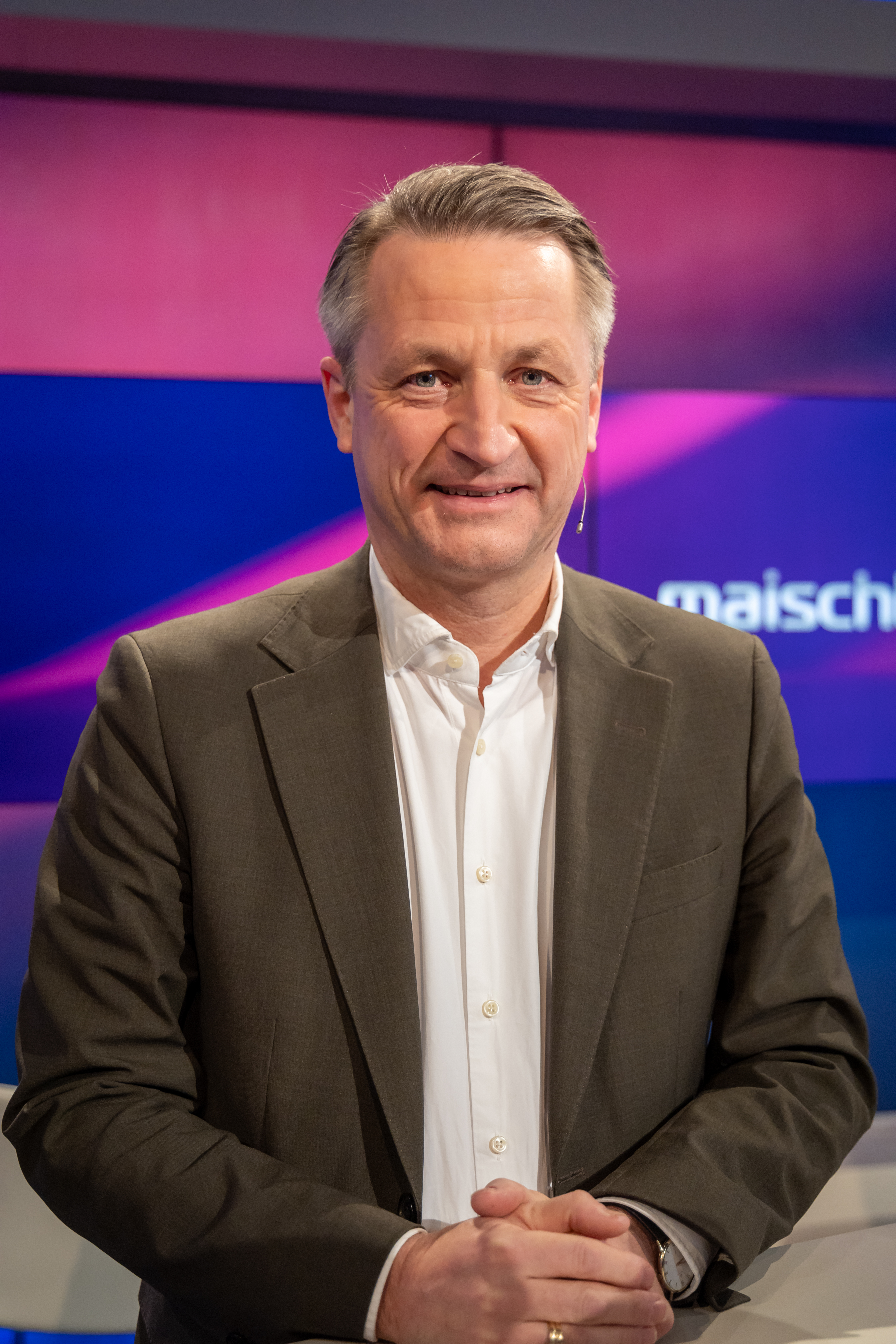
Nikolaus Blome (* 1963)

- Blome, Otto (1589–1645), schleswig-holsteinischer Gutsbesitzer und Amtmann
- Blome, Otto von (1735–1803), holsteinischer Gutsbesitzer, Domherr und Diplomat in dänischen Diensten
- Blome, Otto von (1770–1849), holsteinischer Offizier und Diplomat in dänischen Diensten
- Blome, Otto von (1795–1884), Majoratsherr auf Salzau, dänischer Kammerherr und Konferenzrat
- Blome, Tönnies († 1666), deutscher Bildhauer und Bildschnitzer
- Blome, Ulrike (1944–2021), deutsche Schauspielerin
- Blome, Wulf von (1728–1784), schleswig-holsteinischer Gutsbesitzer, Verwaltungsjurist und Lübecker Domherr
- Blomeier, Anna (* 1978), deutsche Schauspielerin
- Blomeier, Hermann (1907–1982), deutscher Baumeister
- Blömeke, Christel (* 1967), deutsche Künstlerin
- Blömeke, Christiane (* 1960), deutsche Politikerin (Grüne), MdHB
- Blömeke, Sigrid (1965–2023), deutsche Pädagogin und Hochschullehrerin
- Blömen, Jeanette (* 1983), deutsche Fußballspielerin
- Blomenberch, Hermann († 1603), deutscher Sekretär des Hansekontors in Bergen
- Blömer, Alfred (1918–2016), deutscher Genealoge und Gymnasiallehrer
- Blömer, Hans (1923–2020), deutscher Mediziner und Kardiologe
- Blömer, Johannes (* 1964), deutscher Mathematiker und Informatiker
- Blömer, Karl (1937–2020), deutscher Bodybuilder
- Blömer, Michael (* 1975), deutscher Klassischer Archäologe
- Blömer, Richard (* 1944), deutscher Politiker (CDU), MdL
- Blömer, Rüdiger (* 1960), deutscher Musiker, Komponist und Dozent
- Blomer, Valentin (* 1977), deutscher MathematikerValentin Blomer (* 1977)

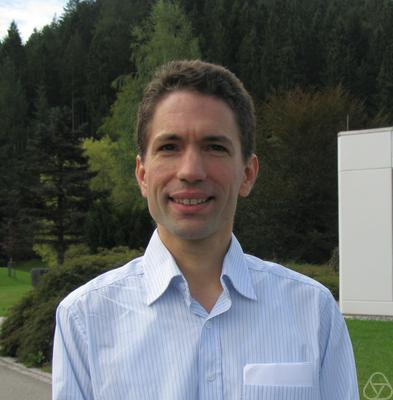
Valentin Blomer (* 1977)

- Blomert, Paul (1917–1961), deutscher Rechtsanwalt
- Blomert, Reinhard (* 1951), deutscher Soziologe
- Blomeyer, Adolf (1830–1889), deutscher Agrarwissenschaftler
- Blomeyer, Adolf (1900–1969), deutscher Landwirt und Politiker (CDU)
- Blomeyer, Anna Amalie (* 1986), deutsche Schauspielerin und Synchronsprecherin
- Blomeyer, Arwed (1906–1995), deutscher Rechtswissenschaftler
- Blomeyer, Carl (1844–1910), deutscher Beamter
- Blomeyer, Christian (* 1961), deutscher Jurist, Kanzler der Universität Regensburg
- Blomeyer, Karl (1885–1953), deutscher Rechtswissenschaftler und Hochschullehrer
- Blomeyer, Ludwig (1805–1865), deutscher Politiker
- Blomeyer, Paul (1860–1918), deutscher Jurist, preußischer Verwaltungsbeamter
- Blomeyer, Peter-Christof (* 1959), deutscher Diplomat
- Blomeyer, Thomas (* 1996), deutscher Fußballspieler
- Blomeyer, Wolfgang (1934–2002), deutscher Jurist
- Blomeyer-Bartenstein, Hans Henning (* 1950), deutscher Diplomat
- Blomeyer-Bartenstein, Horst (1918–2007), deutscher Jurist, Diplomat und Botschafter
- Blomfield, Reginald (1856–1942), britischer Architekt, Gartengestalter und Autor
- Blomfield, Sara Louisa (1859–1939), englische Bahai, Autorin
- Blomfield, Valentine (1898–1980), britischer Generalmajor
- Blomgren, Eric (1893–1971), schwedischer Eisschnellläufer
- Blomgren, Gustaf (1887–1956), schwedischer Wasserspringer
- Blomgren, Mats (* 1960), schwedischer Schauspieler
- Blomgren, Tobias (* 1992), schwedischer Tennisspieler
- Blöming, Jörg (* 1972), deutscher Politiker (CDU), MdL
- Blomjous, Joseph (1908–1992), niederländischer Ordensgeistlicher, römisch-katholischer Bischof von Mwanza
- Blomkamp, Neill (* 1979), südafrikanischer RegisseurNeill Blomkamp (* 1979)

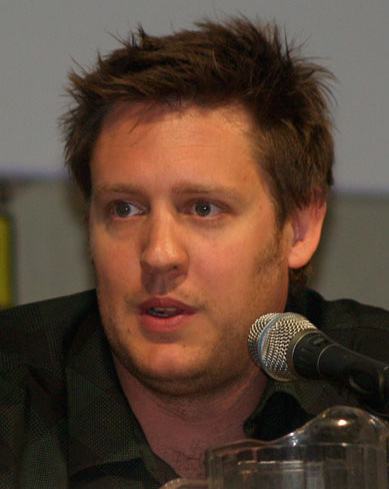
Neill Blomkamp (* 1979)

- Blömker, Gottfried (1890–1970), deutscher Politiker (FDP), MdL
- Blommaert, Jan (1961–2021), belgischer Soziolinguist
- Blommaert, Philipp (1809–1871), flämischer Schriftsteller
- Blommaert, Ruben (* 1992), belgisch-deutscher Eiskunstläufer
- Blommaert, Susan (* 1947), US-amerikanische Schauspielerin
- Blomme, Jan (* 1959), belgischer Radrennfahrer
- Blomme, Maurice (1926–1980), belgischer Radrennfahrer
- Blomme, Xander (* 2002), belgischer Fußballspieler
- Blommendael, Johannes (* 1650), niederländischer Bildhauer
- Blommendael, Reyer van († 1675), niederländischer Maler des Goldenen Zeitalters
- Blommér, Nils (1816–1853), schwedischer Maler
- Blommers, Bernard (1845–1914), niederländischer Maler und Lithograf
- Blommestein, Willem Johan van (1905–1985), niederländischer Wasserbauingenieur, Projektant des Blommesteinsees in Suriname
- Blomqvist, Axel (1894–1965), schwedischer Eisschnellläufer
- Blomqvist, Erik (1879–1956), schwedischer Sportschütze
- Blomqvist, Erik (1896–1967), schwedischer Speerwerfer und Kugelstoßer
- Blomqvist, Erik (* 1990), schwedischer Schachspieler
- Blomqvist, Göte (1928–2003), schwedischer Eishockeyspieler
- Blomqvist, Jan (* 1982), deutscher Musiker und Musikproduzent
- Blomqvist, Jesper (* 1974), schwedischer Fußballspieler
- Blomqvist, Mikaela (* 1987), schwedische Literaturkritikerin, Theaterkritikerin und Kulturjournalistin
- Blomqvist, Nathalie (* 2001), finnische Leichtathletin
- Blomqvist, Ossi (1908–1955), finnischer Eisschnellläufer
- Blomqvist, Rebecka (* 1997), schwedische Fußballspielerin
- Blomqvist, Sami (* 1990), deutsch-finnischer Eishockeyspieler
- Blomqvist, Stig (* 1946), schwedischer Rallyefahrer und Rallycross-Meister
- Blomqvist, Thomas (* 1965), finnischer Politiker
- Blomqvist, Timo (* 1961), finnischer Eishockeyspieler
- Blomqvist, Tom (* 1993), schwedisch-britischer Automobilrennfahrer
- Blomst, Thea (* 2002), schwedische Handballspielerin
- Blomstedt, Heidi (1911–1982), finnische Keramikerin
- Blomstedt, Herbert (* 1927), schwedischer DirigentHerbert Blomstedt (* 1927)

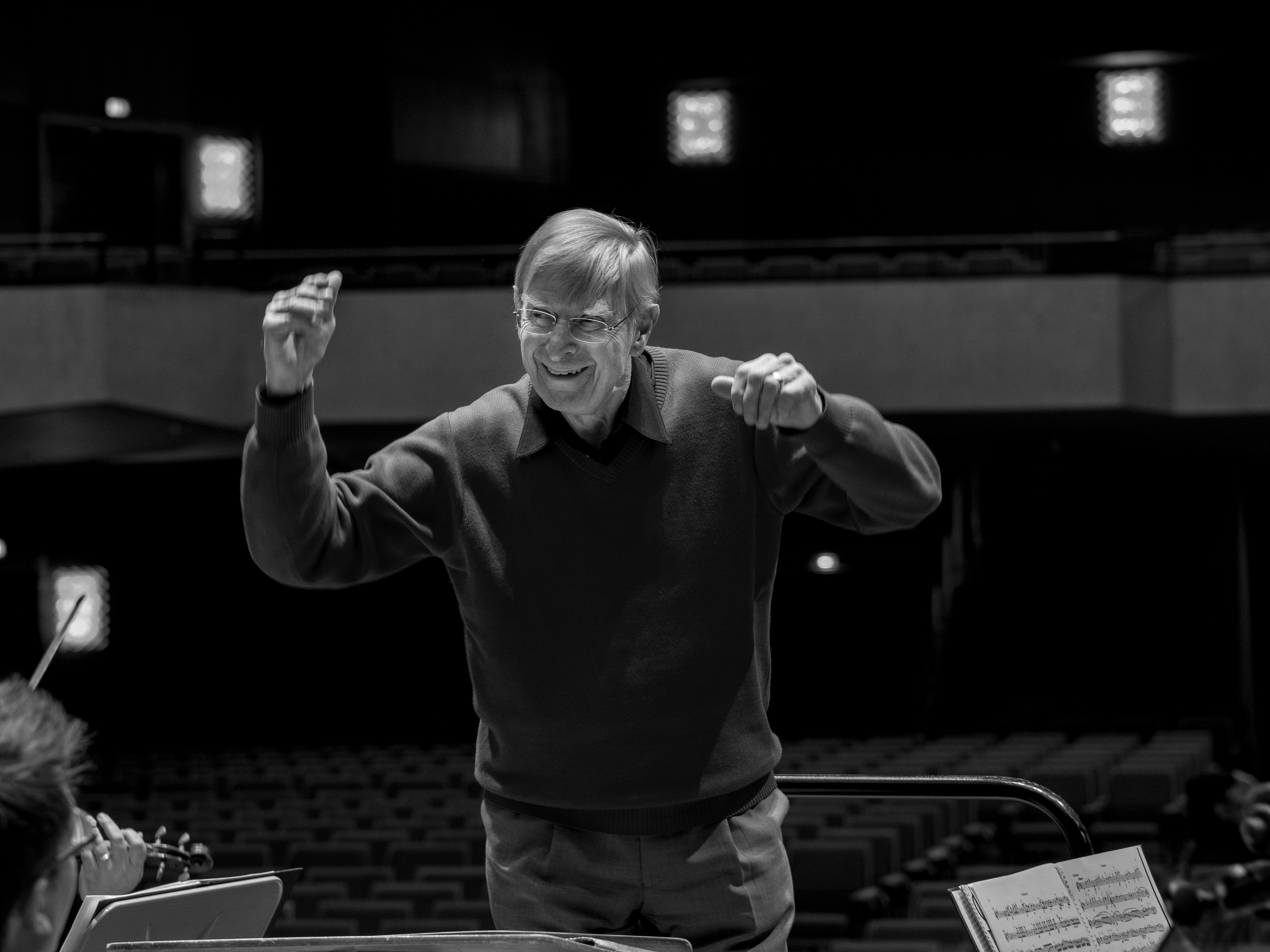
Herbert Blomstedt (* 1927)

- Blomsten, Arto (* 1965), schwedischer Eishockeyspieler
- Blomster, Erik (* 1928), finnischer Hindernisläufer
- Blomstrand, Christian Wilhelm (1826–1897), schwedischer Chemiker
- Blomstrand, Hanna (* 1996), schwedische Handballspielerin
- Blomstrand, Ludwig (* 1993), schwedischer Eishockeyspieler
- Blomström, Åke (1931–1985), schwedischer Hörfunkjournalist

### Blon
- Blon, Franz von (1861–1945), deutscher Komponist, Dirigent und Violinist
- Blon, Werner von (1929–2009), deutscher Kommunalpolitiker (SPD)
- Blonay, Godefroy de (1869–1937), Schweizer Indologe; Mitglied des Internationalen Olympischen Komitees
- Blond, Kaspar (1889–1964), österreichischer Chirurg und Proktologe
- Blond, Nikky (* 1981), ungarische PornodarstellerinNikky Blond (* 1981)

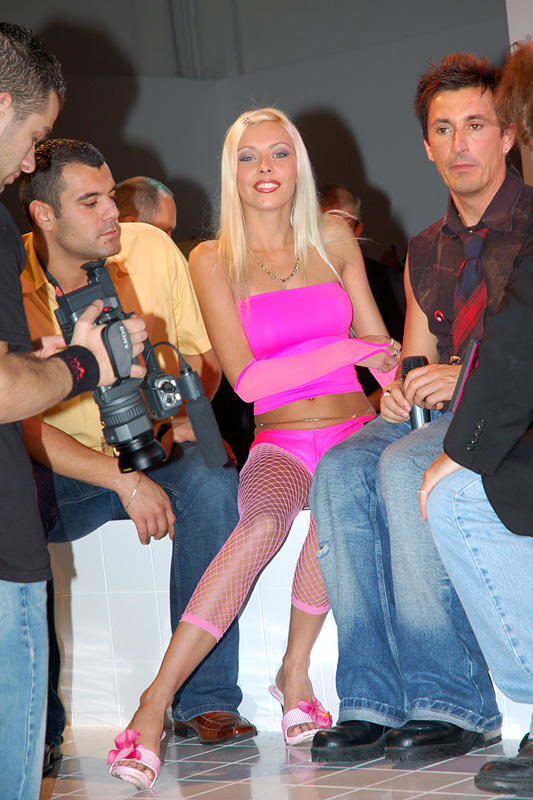
Nikky Blond (* 1981)

- Blond, Peter (1929–2021), britischer Unternehmer und Autorennfahrer
- Blond, Xavier (* 1965), französischer Biathlet
- Blondat, Max (1872–1925), französischer Bildhauer des Jugendstils und des Art déco
- Blondeau, Gaël (* 2000), französischer nordischer Kombinierer
- Blondeau, Liliane (1921–1944), belgische Widerstandskämpferin
- Blondeau, Marion (* 1986), französische Biathletin
- Blondeau, Pierre-Auguste-Louis (1784–1865), französischer Komponist und Musikwissenschaftler
- Blondeau, Thierry (* 1961), französischer Komponist
- Blondeau, Thylane (* 2001), französisches Model und Schauspielerin
- Blondeau, Yves (* 1951), französischer Skilangläufer und Biathlet
- Blondeel, Lancelot (1496–1561), flämischer Maler
- Blondel de Nesle, französischer Liederdichter, einer der frühesten nordfranzösischen TrouvèresBlondel de Nesle

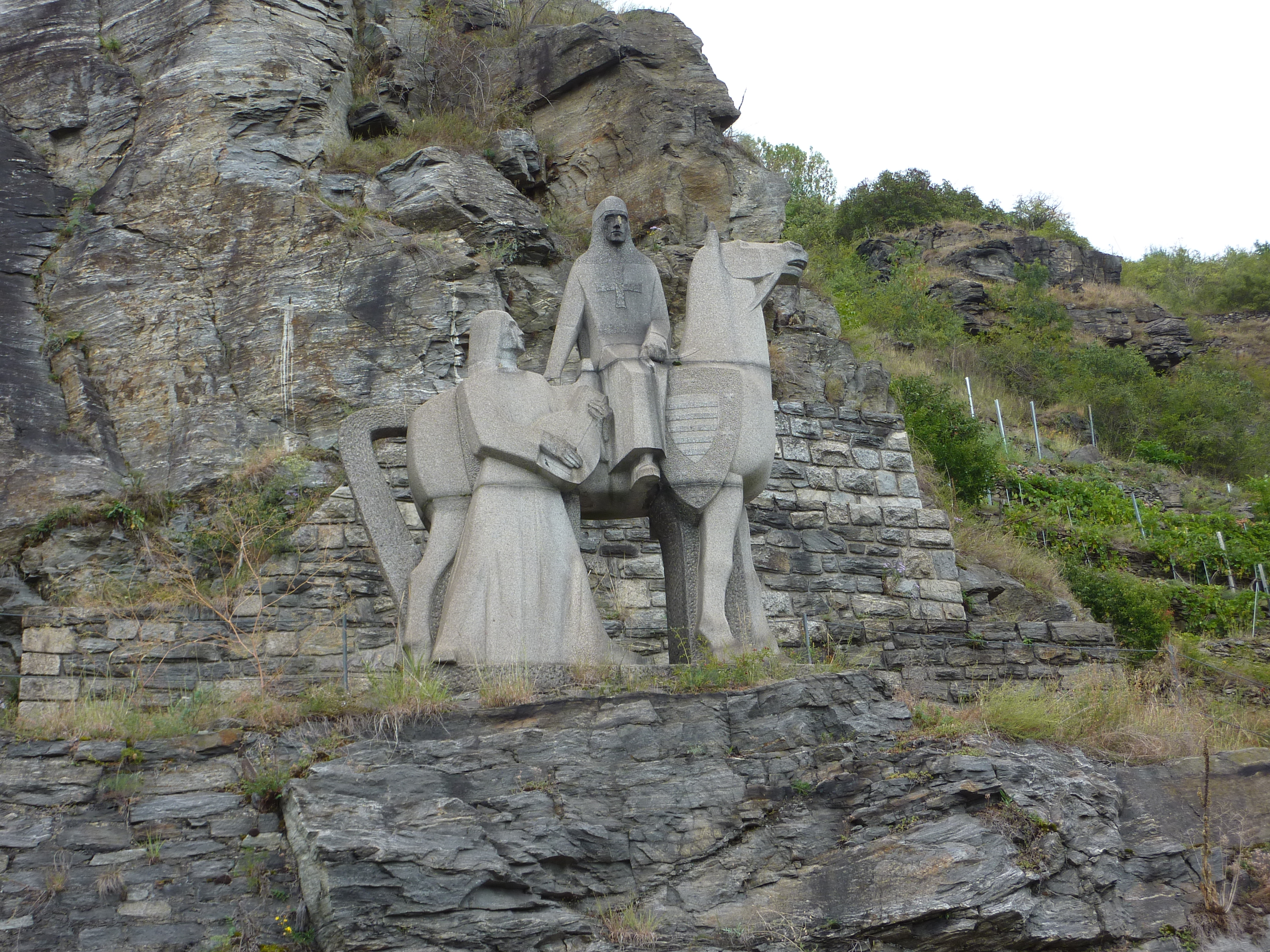
Blondel de Nesle

- Blondel, Alain (* 1962), französischer Zehnkämpfer und Europameister
- Blondel, André-Eugène (1863–1938), französischer Physiker
- Blondel, Camille (1854–1935), französischer Diplomat
- Blondel, Charles (1876–1939), französischer Philosoph und Psychologe
- Blondel, David (1590–1655), Theologe
- Blondel, Élisa (1811–1845), französische Malerin
- Blondel, François (1613–1703), Bade- und Kurarzt
- Blondel, François († 1686), französischer Baumeister und Architekturtheoretiker
- Blondel, François (* 1940), französischer römisch-katholischer Geistlicher und emeritierter Bischof von Viviers
- Blondel, Georges (1856–1948), französischer Jurist und Historiker
- Blondel, Jacques (* 1936), französischer Ökologe, Ornithologe und Naturschützer
- Blondel, Jacques-François (1705–1774), französischer Architekt und Architekturhistoriker
- Blondel, Jean (1929–2022), französischer Politologe
- Blondel, Jean-François (1683–1756), französischer Architekt, Dekorateur, Maler, Kupferstecher und Illustrator des Klassizismus
- Blondel, Jean-Philippe (* 1964), französischer Schriftsteller
- Blondel, Jonathan (* 1984), belgischer Fußballspieler
- Blondel, Jules-François (1887–1975), französischer Diplomat
- Blondel, Louis (1885–1967), Schweizer Archäologe
- Blondel, Lucas (* 1996), argentinisch-schweizerischer Fussballspieler
- Blondel, Maurice (1861–1949), französischer Philosoph
- Blondel, Olivier (* 1979), französischer Fußballspieler
- Blondel, Sacy von (1897–1983), ungarische Filmschauspielerin und Schriftstellerin
- Blondel-Hermant, Émile (* 1994), französischer Radrennfahrer, Duathlet und Triathlet
- Blondell, Gloria (1915–1986), amerikanische Bühnen-, Film- und Fernsehschauspielerin
- Blondell, Joan (1906–1979), US-amerikanische SchauspielerinJoan Blondell (1906–1979)

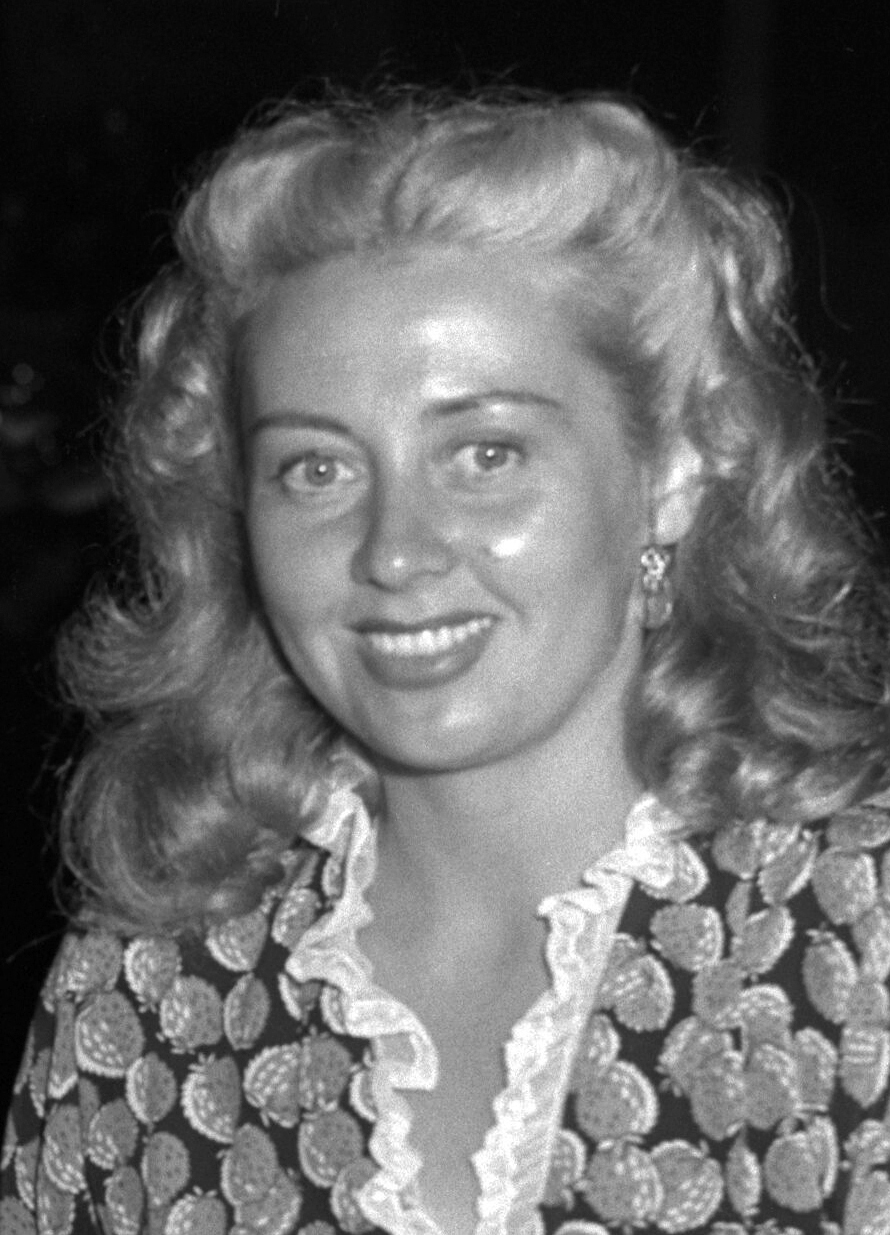
Joan Blondell (1906–1979)

- Blondell, Nanna (* 1986), schwedische SchauspielerinNanna Blondell (* 1986)

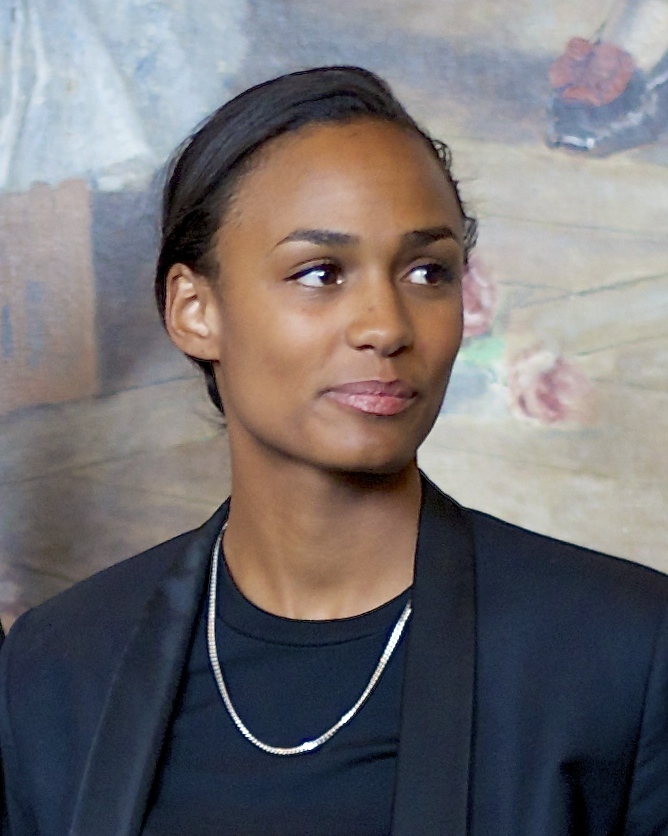
Nanna Blondell (* 1986)

- Blondelle, Siebe (* 1986), belgischer Fußballspieler
- Blondelle, Thomas (* 1982), belgischer Opern- und Operettensänger der Stimmlage Tenor
- Blonder Engel (* 1988), österreichischer Singer-Songwriter und Kabarettist
- Blonder, Leopold (1893–1932), österreichischer Filmarchitekt und Regisseur beim deutschen Film
- Blonder, Sascha (1909–1949), polnischer Maler
- Blondet, Giselle (* 1964), puerto-ricanische Schauspielerin und Moderatorin
- Blondet, Héctor (1947–2006), puerto-ricanischer Basketballspieler
- Blondet, Jean-Philippe (* 1980), französischer Koch
- Blondiau, Hans-Jörg (* 1959), deutscher Bildhauer und Steinmetz
- Blondiau, Laurent (* 1968), belgischer Jazzmusiker
- Blondiaux, Pierre (1922–2003), französischer Ruderer
- Blondin, Antoine (1922–1991), französischer Schriftsteller und Sportjournalist
- Blondin, Charles (1824–1897), französischer Hochseiltänzer
- Blondin, Ivanie (* 1990), kanadische Eisschnellläuferin
- Blondin, Marc (* 1972), deutscher Politiker (CDU), MdL
- Blondin, Marie Anne (1809–1890), kanadische römisch-katholische Ordensfrau, Selige
- Blondlot, René (1849–1930), französischer Physiker
- Blondy, Frédéric (* 1973), französischer Jazz- und Improvisationsmusiker (Piano)
- Błones, Jurek (1922–1943), polnischer Gewerkschafter und Mitglied des Allgemeinen Jüdischen Arbeiterbundes
- Blonk, Jaap (* 1953), niederländischer Komponist, Sänger und Lautpoet
- Blonska, Ljudmyla (* 1977), ukrainische Fünf- und Siebenkämpferin
- Blonskaja, Serafima Iassonowna (1870–1947), russische Kunstmalerin und Kunstlehrerin
- Błoński, Jan (1931–2009), polnischer Literaturkritiker, Literaturwissenschaftler, Übersetzer und Essayist
- Błoński, Jan (1949–2020), polnischer Tourismus-, Sport- und Rennrodelfunktionär
- Blonski, Pawel Petrowitsch (1884–1941), sowjetischer Pädagoge
- Blonsky, Nikki (* 1988), US-amerikanische SchauspielerinNikki Blonsky (* 1988)

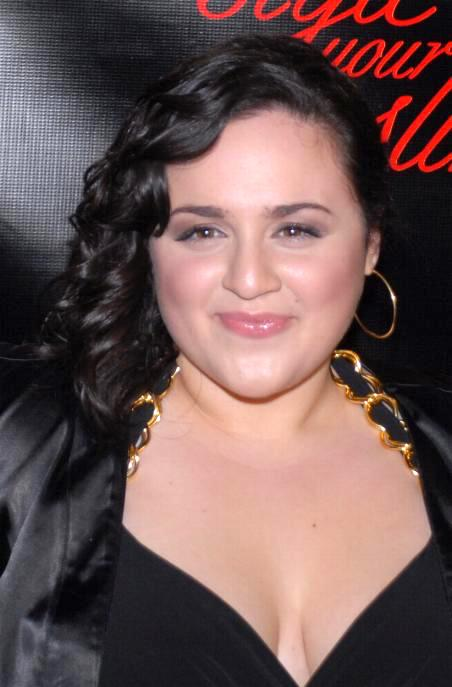
Nikki Blonsky (* 1988)

- Blonz, Alexander (* 2000), norwegischer Handballspieler

### Bloo
- Blood, Archer (1923–2004), amerikanischer Diplomat
- Blood, Benjamin Paul (1832–1919), US-amerikanischer Philosoph, Schriftsteller und Dichter
- Blood, Gertrude Elizabeth (1857–1911), britische Autorin, Kolumnistin und Redakteurin
- Blood, Henry H. (1872–1942), US-amerikanischer Politiker
- Blood, Hilary Rudolph Robert (1893–1967), britischer Gouverneur von Kolonien
- Blood, Maurice (1870–1940), britischer Sportschütze
- Blood, May, Baroness Blood (1938–2022), britische Politikerin und Gewerkschafterin
- Blood, Nick (* 1982), britischer Schauspieler
- Blood, Robert O. (1887–1975), US-amerikanischer Politiker
- Blood, Thomas (1618–1680), irischer Dieb und Abenteurer
- Blood, Weyes (* 1988), US-amerikanische Indie-Folkmusikerin
- Blood-Ryan, H. W., britischer Journalist
- Bloodgood, Claude (1937–2001), US-amerikanischer Mörder und Schachspieler
- Bloodgood, Moon (* 1975), US-amerikanische SchauspielerinMoon Bloodgood (* 1975)

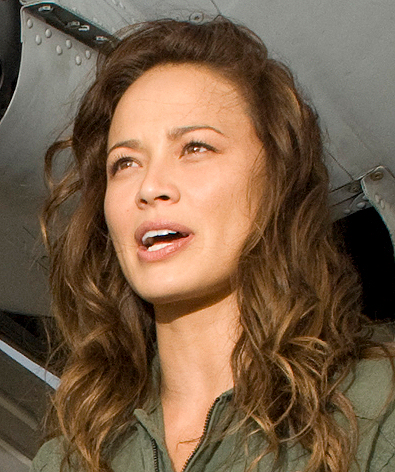
Moon Bloodgood (* 1975)

- BloodPop (* 1990), US-amerikanischer Musiker, Musikproduzent und Songwriter
- Bloodvessel, Buster (* 1958), englischer Sänger der Band Bad Manners
- Bloodworth, Baker (* 1962), US-amerikanischer Filmproduzent
- Bloodworth, Timothy (1736–1814), US-amerikanischer Politiker
- Bloom, Alexis, südafrikanische Film- und Fernsehproduzentin sowie Regisseurin
- Bloom, Allan (1930–1992), US-amerikanischer Philosoph und Professor
- Bloom, Amy (* 1953), US-amerikanische Schriftstellerin
- Bloom, Arthur (1942–2006), US-amerikanischer Fernsehregisseur und Gründer der Nachrichtensendung 60 Minutes
- Bloom, Barbara (* 1951), US-amerikanische Künstlerin
- Bloom, Barry R. (* 1937), US-amerikanischer Immunologe
- Bloom, Benjamin (1913–1999), US-amerikanischer Psychologe
- Bloom, Brian (* 1970), US-amerikanischer Schauspieler und Synchronsprecher
- Bloom, Brooke, US-amerikanische Schauspielerin
- Bloom, Claire (* 1931), britische SchauspielerinClaire Bloom (* 1931)

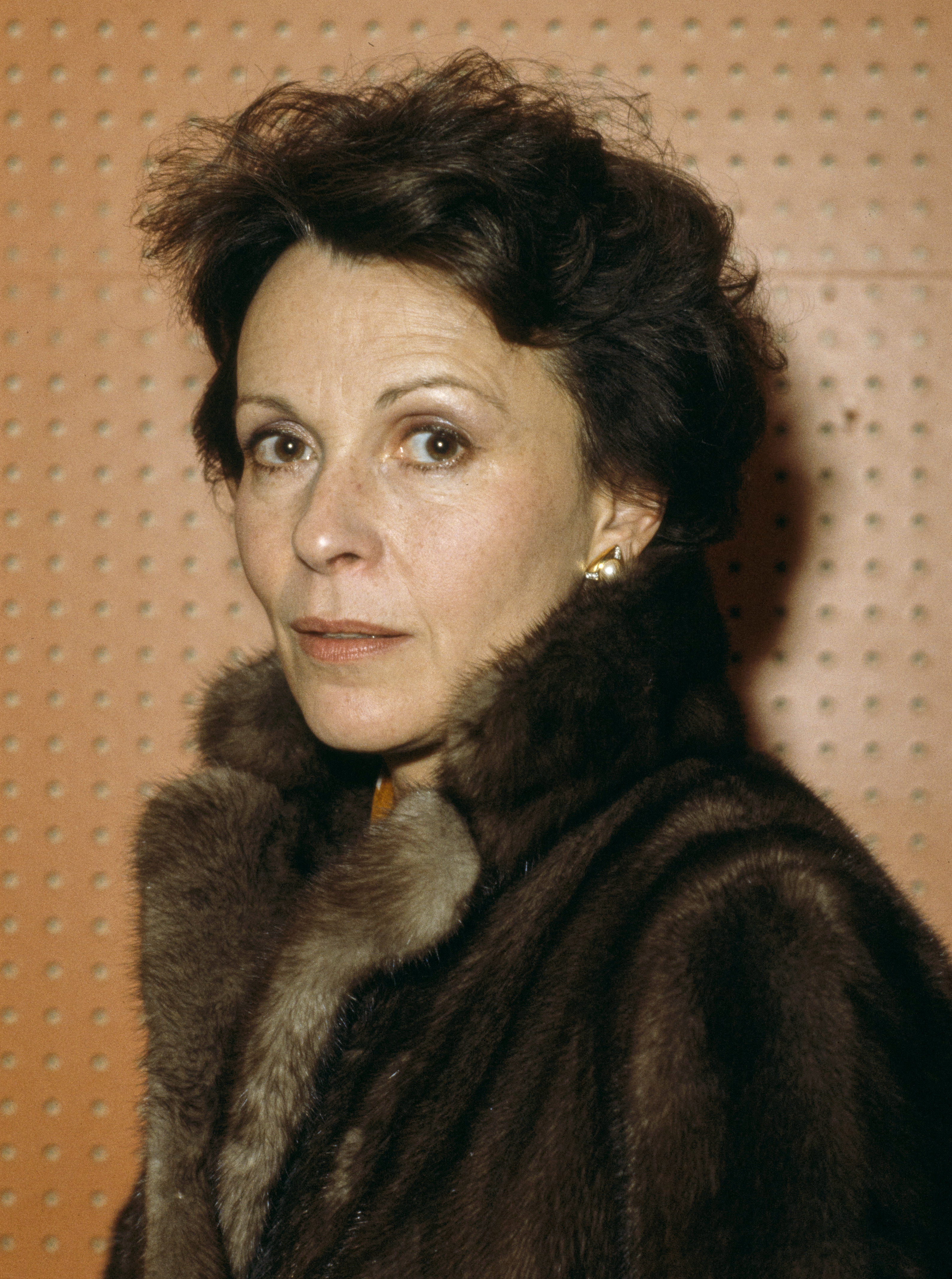
Claire Bloom (* 1931)

- Bloom, Earl D. (1871–1930), US-amerikanischer Politiker
- Bloom, Floyd E. (1936–2025), US-amerikanischer Pharmakologe und Neurowissenschaftler
- Bloom, Frank (1906–1993), US-amerikanischer Tierarzt und Pathologe
- Bloom, Gilad (* 1967), israelischer Tennisspieler
- Bloom, Godfrey (* 1949), britischer Politiker (UKIP), MdEP
- Bloom, Harold (1930–2019), amerikanischer Literaturwissenschaftler und -kritikerHarold Bloom (1930–2019)

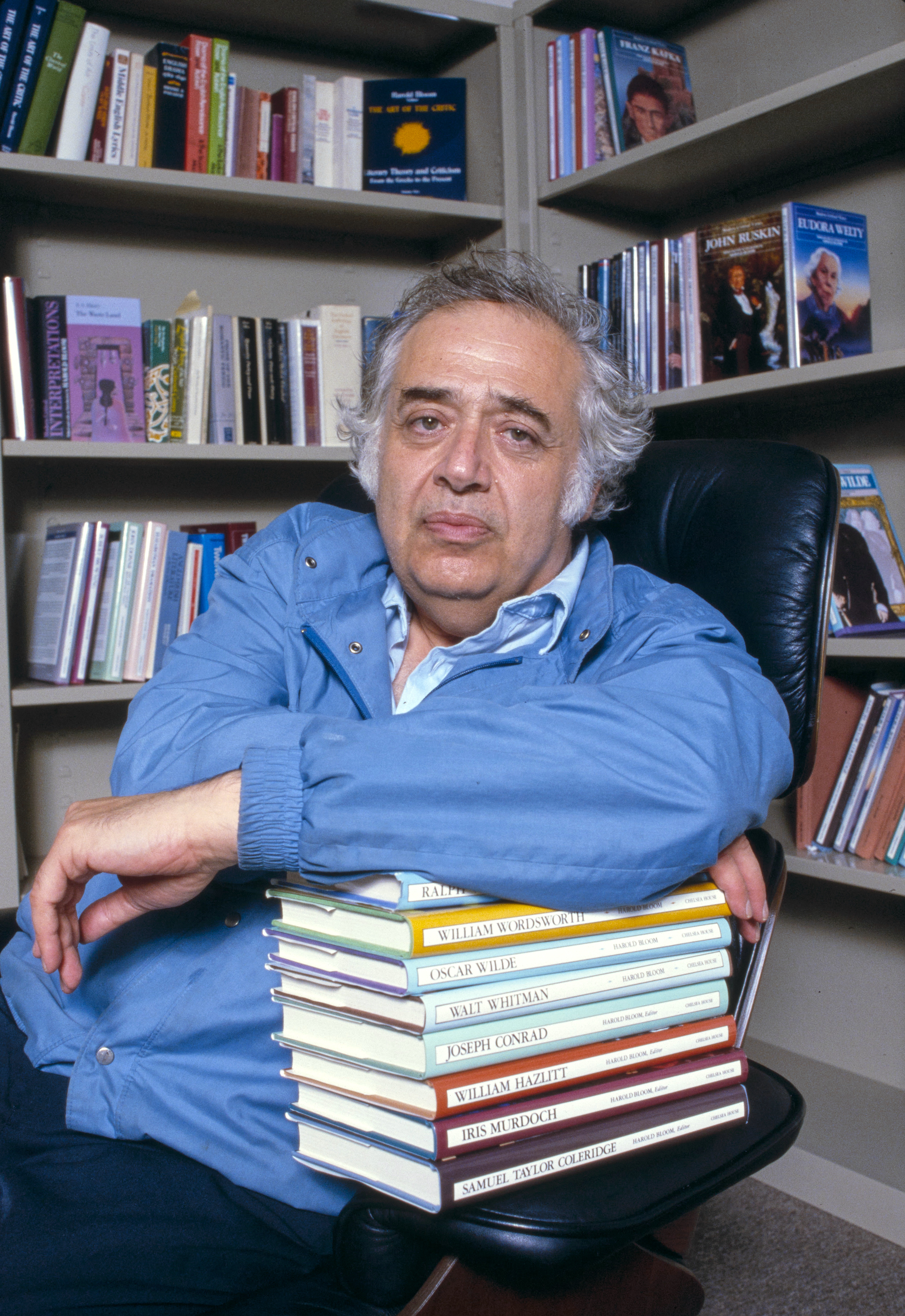
Harold Bloom (1930–2019)

- Bloom, Harold Jack (1924–1999), US-amerikanischer Drehbuchautor
- Bloom, Harry (1913–1981), südafrikanischer Journalist, Autor, Aktivist und Dozent
- Bloom, Howard (* 1943), US-amerikanischer Autor
- Bloom, Isaac (1748–1803), US-amerikanischer Politiker
- Bloom, J. K. (* 1995), deutsche Schriftstellerin
- Bloom, Jane Ira (* 1955), US-amerikanische Jazz-Saxofonistin und Komponistin
- Bloom, Jeremy (* 1982), US-amerikanischer Freestyle-Skisportler
- Bloom, Jessica de (* 1983), deutsche Psychologin und Hochschullehrerin
- Bloom, John (* 1935), britischer Filmeditor
- Bloom, Jon N., US-amerikanischer Filmschaffender, Filmproduzent, Autor, Kameramann und Filmeditor
- Bloom, Leslie, Szenenbildner
- Bloom, Lindsay (* 1950), US-amerikanische Schauspielerin
- Bloom, Luka (* 1955), irischer Sänger, Musiker und Songschreiber
- Bloom, Mark (* 1987), US-amerikanischer Fußballspieler
- Bloom, Mike (* 1952), kanadischer Eishockeyspieler
- Bloom, Nicholas (* 1973), britisch-amerikanischer Wirtschaftswissenschaftler
- Bloom, Orlando (* 1977), britischer SchauspielerOrlando Bloom (* 1977)

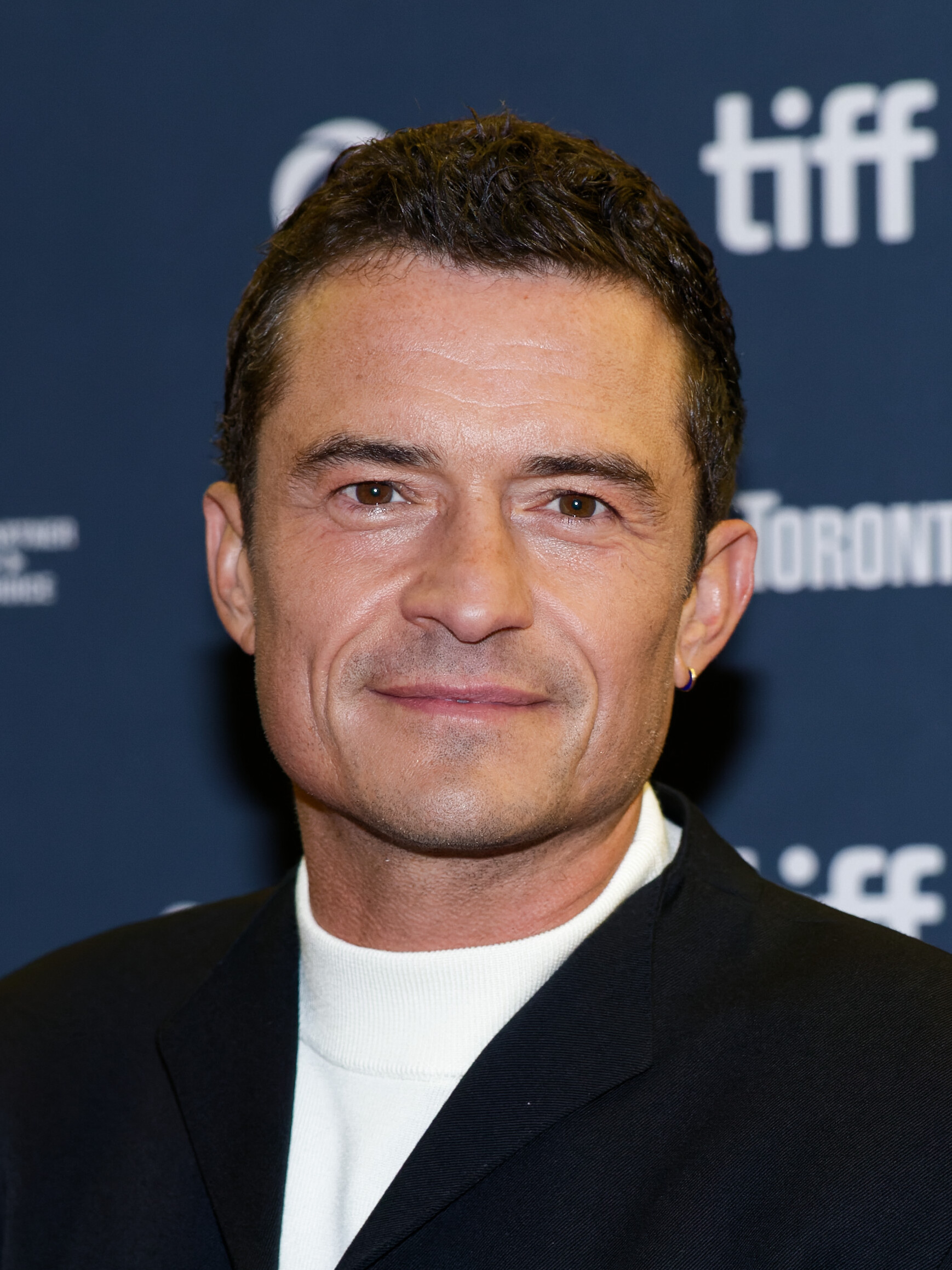
Orlando Bloom (* 1977)

- Bloom, Paul (* 1963), kanadisch-US-amerikanischer Psychologe
- Bloom, Phil (* 1945), niederländische Künstlerin
- Bloom, Rachel (* 1987), US-amerikanische Schauspielerin, Komödiantin, Sängerin und Drehbuchautorin
- Bloom, Rube (1902–1976), US-amerikanischer Jazzmusiker
- Bloom, Sam (* 1971), australische Parakanutin
- Bloom, Samantha (* 1975), britische Film- und Theaterschauspielerin
- Bloom, Sol (1870–1949), US-amerikanischer Politiker
- Bloom, Steve (* 1953), südafrikanischer Fotograf und Autor
- Bloom, Tony (* 1970), britischer Pokerspieler und Fußballfunktionär von Brighton & Hove Albion
- Bloom, Verna (1938–2019), US-amerikanische Schauspielerin
- Bloomberg, Daniel J. (1905–1984), US-amerikanischer Film- und Tontechniker
- Bloomberg, Georgina (* 1983), US-amerikanische Springreiterin
- Bloomberg, Héctor Pedro (1890–1955), argentinischer Journalist und Schriftsteller
- Bloomberg, Michael (* 1942), US-amerikanischer PolitikerMichael Bloomberg (* 1942)

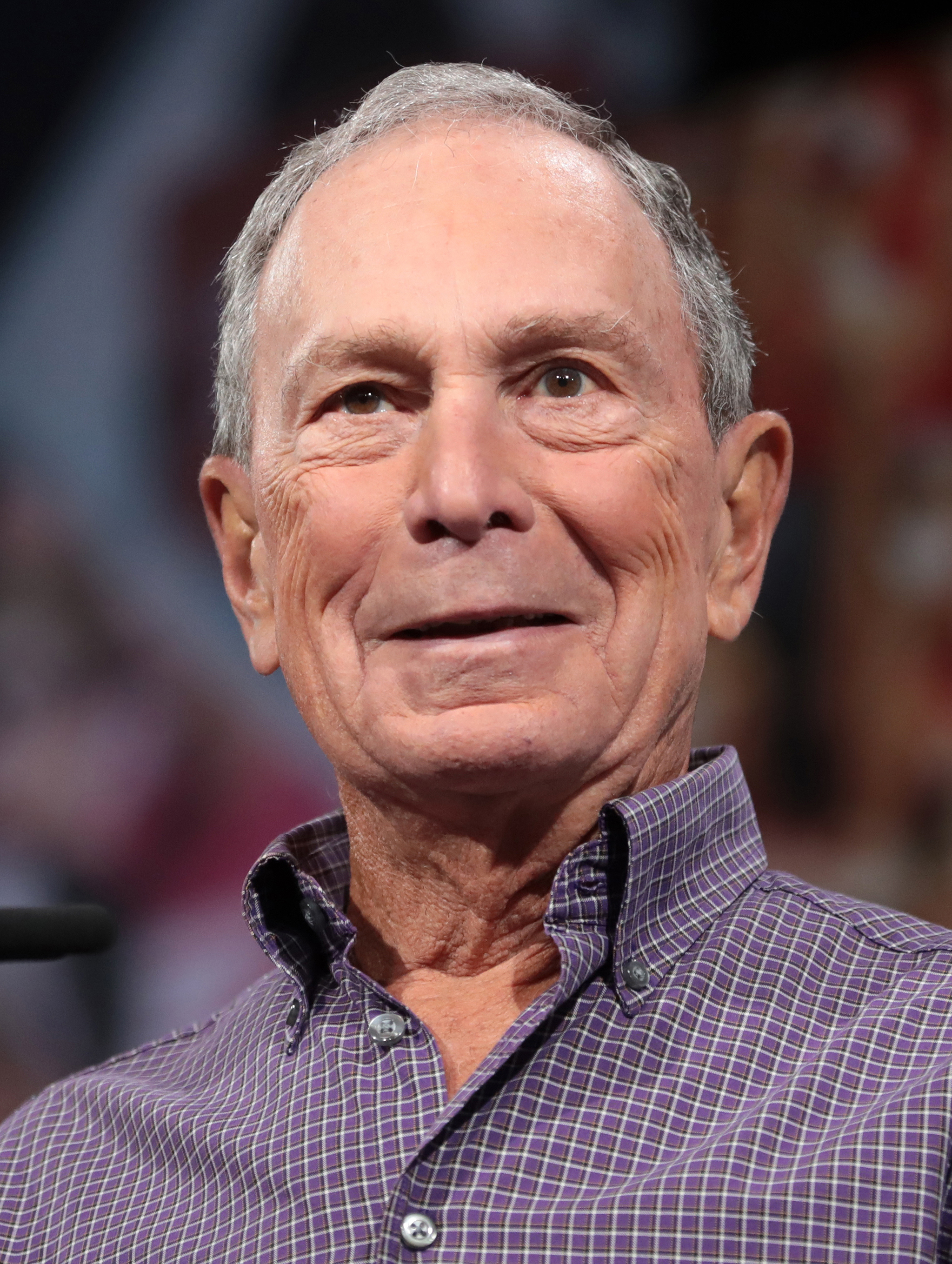
Michael Bloomberg (* 1942)

- Bloomer, Amelia (1818–1894), US-amerikanische Frauenrechtlerin
- Bloomer, David (1912–1996), schottischer Badmintonspieler und -funktionär
- Bloomer, Shirley (* 1934), britische Tennisspielerin
- Bloomer, Steve (1874–1938), englischer Fußballspieler und -trainer
- Bloomer, W. Martin, US-amerikanischer Klassischer Philologe
- Bloomfeld, Arthur, deutscher Regattasegler
- Bloomfield Zeisler, Fannie (1863–1927), österreichisch-amerikanische Pianistin
- Bloomfield, Akeem (* 1997), jamaikanischer Leichtathlet
- Bloomfield, George (1930–2011), kanadischer Regisseur, Produzent, Schauspieler und Drehbuchautor
- Bloomfield, Joseph (1753–1823), US-amerikanischer Politiker
- Bloomfield, Leonard (1887–1949), US-amerikanischer Sprachwissenschaftler
- Bloomfield, Michael (1943–1981), US-amerikanischer Blues-Gitarrist
- Bloomfield, Michael J. (* 1959), US-amerikanischer Astronaut
- Bloomfield, Richard (* 1983), britischer Tennisspieler
- Bloomfield, Theodore (1923–1998), US-amerikanischer Dirigent und Komponist
- Bloomingdale, Alfred (1916–1982), US-amerikanischer Unternehmer
- Bloomingdale, Teresa (1930–2000), US-amerikanische Schriftstellerin
- Bloomquist, Paul A. (1932–1972), US-amerikanischer Offizier und Opfer eines Terroranschlags der Rote Armee Fraktion
- Bloor, James (* 1998), britischer Schauspieler
- Bloor, Louise (* 1985), britische Sprinterin
- Bloor, Nigel (* 1959), britischer Radrennfahrer
- Bloos, Richard (1878–1957), deutscher Maler und Radierer
- Bloot, Pieter de († 1658), holländischer Maler
- Blooteling, Abraham (* 1640), niederländischer Kupferstecher

### Bloq
- Bloquet, Jonas (* 1992), belgischer SchauspielerJonas Bloquet (* 1992)

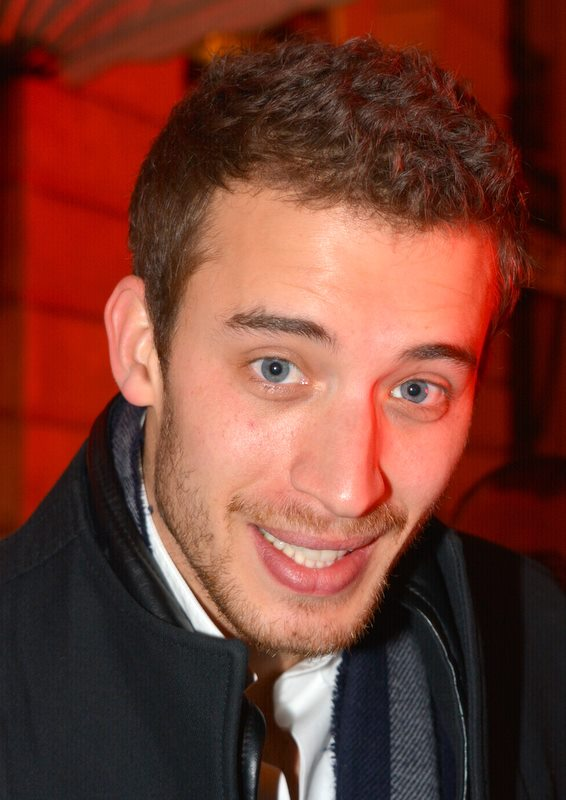
Jonas Bloquet (* 1992)

### Blor
- Blore, Edward (1787–1879), britischer Architekt
- Blore, Eric (1887–1959), britischer Theater- und Filmschauspieler
- Blore, Gary, US-amerikanischer Konteradmiral a. D.
- Blorian, Or (* 2000), israelisch-portugiesischer Fußballspieler

### Blos
- Blos, Anna (1866–1933), deutsche sozialdemokratische Politikerin
- Blos, Carl (1860–1941), deutscher Porträt-, Genre- und Landschaftsmaler
- Blos, Dietrich (1901–1989), deutscher Arzt
- Blos, Edwin (1873–1943), deutscher Arzt, Homöopath, Buddhist
- Blos, Martina (* 1957), deutsche Leichtathletin
- Blos, Michael (* 1976), deutscher Politiker (AfD), MdBMichael Blos (* 1976)

Michael Blos (* 1976)

- Blos, Peter (1904–1997), deutsch-amerikanischer Psychoanalytiker
- Blos, Wilhelm (1849–1927), deutscher Journalist und Politiker, MdR, Staatspräsident von Württemberg
- Blösch, Eduard (1807–1866), Schweizer Politiker
- Blösch, Emil (1838–1900), Schweizer reformierter Theologe, Kirchenhistoriker und Bibliothekar
- Blösch, Fritz (1808–1887), Schweizer Grossrat und Unternehmer
- Blösche, Josef (1912–1969), deutscher SS-Unterscharführer
- Blöse, Jochen (* 1967), deutscher Rechtsanwalt, Sachbuchautor und Honorarkonsul
- Blösel, Wolfgang (* 1969), deutscher Althistoriker
- Blöser, Claudia (* 1980), deutsche Philosophin und Hochschullehrerin
- Bloškys, Romualdas Ignas (1936–2013), litauischer Politiker
- Bloß, Adolf (1876–1949), deutscher Bauingenieur, Reichsbahnbeamter und Hochschullehrer
- Bloss, Christopher (* 1978), deutscher Schriftsteller
- Bloss, Donald (1920–2020), US-amerikanischer Mineraloge
- Bloß, Eberhard Ludwig (1761–1838), Politiker Freie Stadt Frankfurt
- Bloss, Georg (1918–1999), deutscher Oberamtsrat, Gewerkschafter und Senator (Bayern)
- Bloß, Grit (* 1968), deutsche Autorin
- Bloss, Hans Andreas (* 1939), deutscher Sportwissenschaftler und Schriftsteller
- Bloss, Michael (* 1986), deutscher Politiker (Bündnis 90/Die Grünen), MdEPMichael Bloss (* 1986)

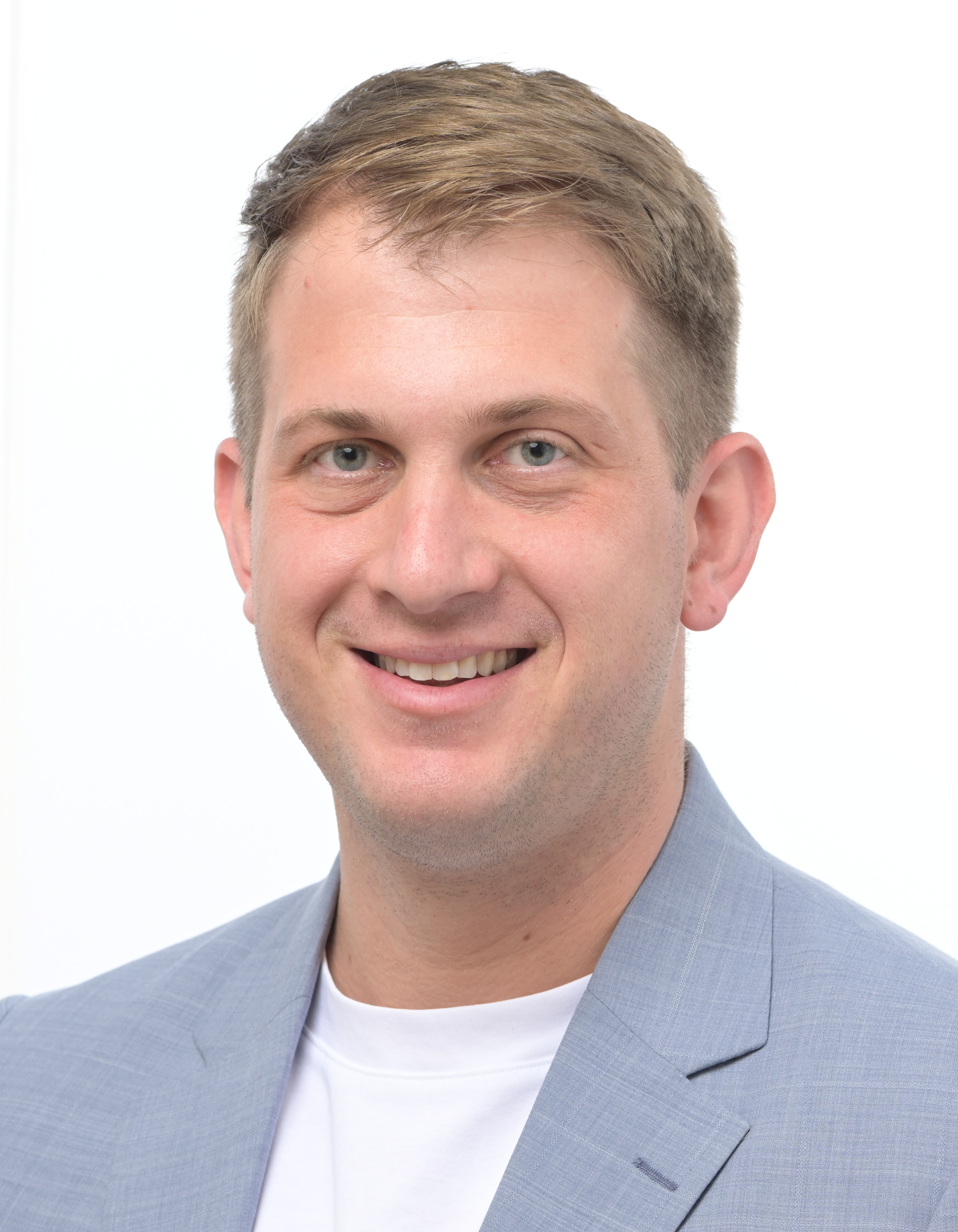
Michael Bloss (* 1986)

- Bloß, Rainer (1946–2015), deutscher Musiker (Keyboards) und Synthesizer-Spezialist
- Bloss, Sebastian (1559–1627), deutscher Mediziner und Hochschullehrer
- Bloss, Werner H. (1930–1995), deutscher Ingenieurwissenschaftler, Hochschullehrer und Autor
- Blöß, Willi (* 1958), deutscher Comiczeichner, Comicautor, Illustrator und Cartoonist
- Blosse, Louis Sébastien (1753–1793), französischer General
- Blosser, Henry G. (1928–2013), US-amerikanischer Physiker
- Blosset, Jean († 1587), französischer Adliger, Gouverneur von Paris
- Blosseville, Jules de (1802–1833), französischer Offizier und Forschungsreisender
- Blossey, Hans (* 1952), deutscher Luftbildfotograf und Pilot
- Blossey, Petra (* 1956), deutsche Schauspielerin
- Blossfeld, Hans-Peter (* 1954), deutscher Soziologe
- Bloßfeld, Karl (1892–1975), deutscher Grafiker, Illustrator und Marinemaler
- Blossfeldt, Edgar (1919–2012), deutsch-estnischer Fußballspieler, Basketballspieler, Sportfunktionär sowie Volleyballspieler, -trainer und -schiedsrichter
- Blossfeldt, Karl (1865–1932), deutscher FotografKarl Blossfeldt (1865–1932)

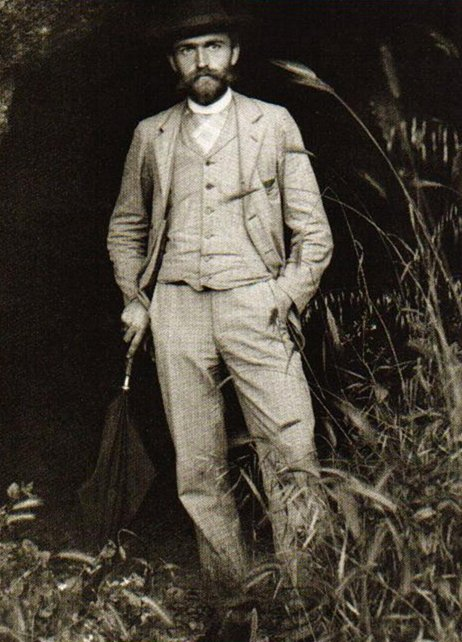
Karl Blossfeldt (1865–1932)

- Blossfeldt, Marika (* 1958), US-amerikanische Tänzerin, Choreographin, Sachbuchautorin und Yogalehrerin
- Blossier, Patrick (* 1946), französischer Kameramann
- Blossius Vestalis, Marcus, römischer Offizier (Kaiserzeit)
- Blößner, Georg (1859–1950), deutscher katholischer Geistlicher und Heimatforscher
- Blößner, Norbert (* 1959), deutscher Altphilologe
- Blossom, Blake (* 2000), US-amerikanische Pornodarstellerin
- Blossom, Roberts (1924–2011), US-amerikanischer Schauspieler
- Blosum, Vern (1936–2017), US-amerikanischer Maler der Pop Art

### Blot
- Blot, Guillaume (* 1985), französischer Radrennfahrer
- Blot, Robert (1907–1989), französischer Geiger, Dirigent und Musikpädagoge
- Blotevogel, Hans Heinrich (* 1943), deutscher Stadt-, Wirtschafts- und Sozialgeograph
- Bloth, Hugo Gotthard (1898–1986), deutscher evangelischer Theologe, Religionspädagoge und Historiker
- Blöth, Michael (1906–1934), deutscher Antifaschist und Mitglied der KPD
- Bloth, Peter C. (1931–2012), deutscher evangelischer Theologe
- Blothner, Dirk (* 1949), deutscher Psychoanalytiker und Psychotherapeut
- Blotius, Hugo (1533–1608), Jurist und Bibliothekar
- Blotnitzki, Leopold (1817–1879), russisch-schweizerischer Eisenbahningenieur und Stadtplaner
- Blottnitz, Gerd von (* 1936), deutsch-südafrikanischer Söldner
- Blottnitz, Undine von (1936–2001), deutsche Politikerin (Bündnis 90/Die Grünen), MdEP
- Blötz, Dieter (1931–1987), deutscher Politiker (SPD), MdHB und Vizepräsident beim BND
- Blotz, Josef (* 1956), deutscher Generalmajor
- Blötzer, Joseph (1849–1910), Schweizer Jesuit und Historiker
- Blotzki, Vivien (* 2001), deutsches Model

### Blou
- Bloudek, Bedřich (1815–1875), tschechischer Offizier
- Bloudek, Jan (* 1964), tschechischer Wirtschaftswissenschaftler, Bergsteiger und Sportfunktionär
- Bloudek, Marino (* 1999), kroatischer Leichtathlet
- Bloudek, Stanko (1890–1959), slowenischer Ingenieur, Flugpionier und Sportfunktionär
- Blouet de Camilly, Pierre de (1666–1753), französischer Aristokrat, Diplomat und Marineoffizier
- Blouet, Robert († 1123), Lordkanzler und Siegelbewahrer von England (1092–1093)
- Blouin, Andrée (1921–1986), zentralafrikanische politische Aktivistin, Bürgerrechtlerin und Autorin
- Blouin, Christian (1941–2019), kanadischer Ordensgeistlicher, römisch-katholischer Bischof von Lae
- Blouin, Gaëlle (* 1972), französische Fußballspielerin und -trainerin
- Blouin, Laurie (* 1996), kanadische Snowboarderin
- Blouin, Louis (1706–1775), französischer Schauspieler
- Blouin, Marc (* 1953), kanadischer Radrennfahrer
- Blouin, Mike (* 1945), US-amerikanischer Politiker
- Blount, Buford (* 1948), US-amerikanischer Offizier, Generalmajor der US-Army
- Blount, Charles, 1. Earl of Devonshire (1563–1606), englischer Vizekönig von Irland
- Blount, Charles, 5. Baron Mountjoy (1516–1544), englischer Adliger und Höfling
- Blount, Elizabeth, Geliebte Heinrichs VIII. von England
- Blount, Humphrey († 1477), englischer Ritter
- Blount, James Henderson (1837–1903), US-amerikanischer Politiker
- Blount, Laura, Maskenbildnerin
- Blount, LeGarrette (* 1986), US-amerikanischer American-Football-Spieler
- Blount, Lisa (1957–2010), US-amerikanische Schauspielerin und Produzentin
- Blount, Mark (* 1975), US-amerikanischer Basketballspieler
- Blount, Mel (* 1948), US-amerikanischer American-Football-Spieler auf der Position des Cornerbacks
- Blount, Stephen W. (1808–1890), US-amerikanischer Siedler, Offizier und Politiker
- Blount, Thomas (1759–1812), US-amerikanischer Politiker
- Blount, William († 1471), englischer Edelknecht und Politiker
- Blount, William (1749–1800), US-amerikanischer Politiker
- Blount, William Grainger (1784–1827), US-amerikanischer Politiker
- Blount, William, 4. Baron Mountjoy († 1534), englischer Adliger und Gelehrter
- Blount, Willie (1768–1835), Gouverneur von Tennessee
- Blount, Winton M. (1921–2002), US-amerikanischer Politiker und US-Postmaster General
- Bloustein, Edward J. (1925–1989), US-amerikanischer Jurist, Hochschullehrer und langjähriger Präsident der Rutgers University
- Blout, Elkan (1919–2006), US-amerikanischer Biochemiker

### Blow
- Blow, David M. (1931–2004), britischer Biophysiker
- Blow, Henry Taylor (1817–1875), US-amerikanischer Diplomat und Politiker
- Blow, Isabella (1958–2007), britische Stylistin, Modejournalistin und Mäzenatin
- Blow, John († 1708), englischer Komponist
- Blow, Jonathan, US-amerikanischer Spieleprogrammierer und Entwickler
- Blow, Kurtis (* 1959), US-amerikanischer Musiker, Pionier des RapKurtis Blow (* 1959)

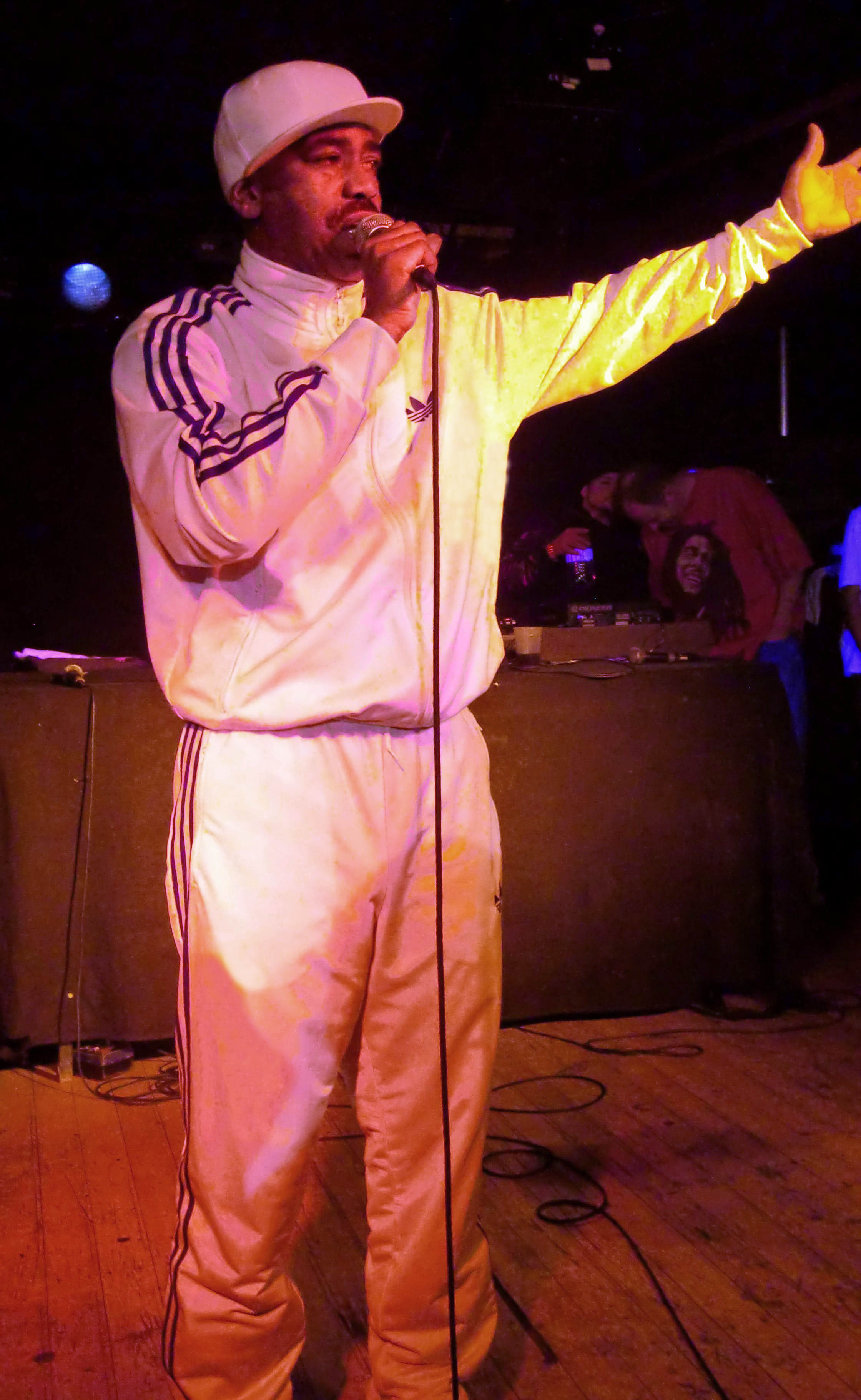
Kurtis Blow (* 1959)

- Blow, Peggy (* 1952), US-amerikanische Schauspielerin
- Blow, Sandra (1925–2006), britische Malerin und Hochschullehrerin
- Blow, Susan (1843–1916), US-amerikanische Reformpädagogin
- Blowers, Johnny (1911–2006), US-amerikanischer Jazzmusiker (Schlagzeug)
- Blowers, Misty, US-amerikanische Informatikerin
- Blowfly (1939–2016), US-amerikanischer Musiker, Songwriter und Produzent
- Blowick, John (1888–1972), irischer römisch-katholischer Priester und Missionar
- Blowick, Joseph (1903–1970), irischer Abgeordneter und Minister

### Blox
- Bloxham, Donald (* 1973), britischer Neuzeithistoriker
- Bloxham, William D. (1835–1911), US-amerikanischer Politiker

### Bloy
- Bloy, Gustav (* 1888), deutscher KZ-Scharführer, verurteilter Kriegsverbrecher
- Bloy, Léon (1846–1917), französischer SchriftstellerLéon Bloy (1846–1917)

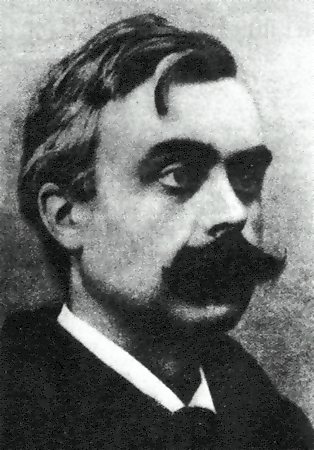
Léon Bloy (1846–1917)

- Bloy, René (* 1947), deutscher Rechtswissenschaftler
- Bloyd, Paloma (* 1988), spanisch-amerikanische Schauspielerin

### Bloz
- Blozis, Al (1919–1945), US-amerikanischer American-Football-Spieler
- Blozkaja, Wolha (* 1989), belarussische Fußballschiedsrichterin
- Blozki, Oleg Michailowitsch (* 1965), russischer Journalist und Schriftsteller